# Lyndon B. Johnson

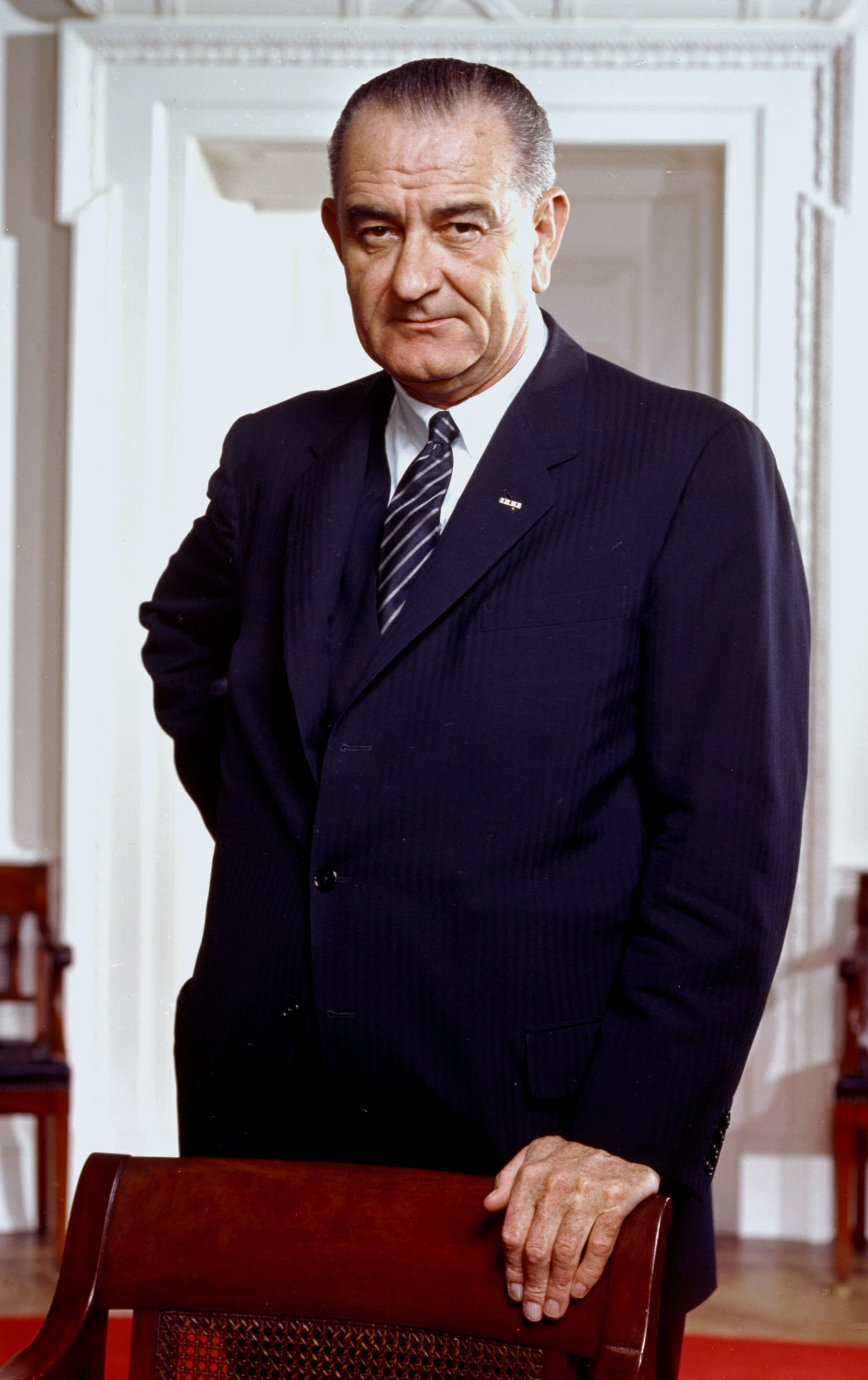
Lyndon B. Johnson, März 1964

Lyndon Baines Johnson (* 27. August 1908 in Stonewall, Texas; † 22. Januar 1973 ebenda), aufgrund seiner Initialen auch LBJ genannt, war ein US-amerikanischer Politiker der Demokratischen Partei und von 1963 bis 1969 der 36. Präsident der Vereinigten Staaten.
Zuvor vertrat er von 1937 bis 1949 den Bundesstaat Texas im US-Repräsentantenhaus sowie von 1949 bis 1961 im US-Senat. Im Senat war er darüber hinaus ab 1953 Vorsitzender der demokratischen Fraktion. Ab 1961 bekleidete er das Amt des Vizepräsidenten unter John F. Kennedy. Noch am Tag von dessen Ermordung, dem 22. November 1963, wurde Johnson an Bord der Air Force One als neuer US-Präsident vereidigt. Johnson führte die verbleibenden 14 Monate von Kennedys Amtsperiode zu Ende und wurde bei der Präsidentschaftswahl im November 1964 mit der größten Mehrheit im Popular Vote der US-Geschichte bis zum Zeitpunkt dieser Wahl im Amt bestätigt. Durch seine Ausweitung des Vietnamkriegs sank die Zustimmung zu seiner Politik.

## Politische Bedeutung
Das Kernstück der Innenpolitik Johnsons war die Great Society („Große Gesellschaft“), ein großangelegtes sozialpolitisches Reformprogramm. Im Rahmen der Great Society wurden unter Johnsons Führung etliche bürgerrechtliche und soziale Reformen in den Vereinigten Staaten vorangetrieben:
- Die Gleichberechtigung der Afroamerikaner wurde in einem nie da gewesenen Maße vorangetrieben, indem die Rassentrennung im gesamten Land gesetzlich für illegal erklärt und jegliche Diskriminierung von Schwarzen verboten wurde.
- Durch den Civil Rights Act of 1964, den Voting Rights Act und den Civil Rights Act of 1968 wurde der schwarzen Bevölkerung erstmals vollständige Gleichberechtigung verfassungsrechtlich zugesprochen.

Es gelang, die Zahl der in Armut lebenden US-Bürger während Johnsons Regierungszeit um etwa die Hälfte zu senken; das Medicare- und Medicaid-Programm machten eine Krankenversicherung erstmals für breite Schichten von US-Bürgern zugänglich. Zudem setzte Johnson sich stark für Verbesserungen bei Bildung(ssystem), Umweltschutz, Waffenkontrollen und Verbraucherschutz ein.
Der Vietnamkrieg dominierte außenpolitisch Johnsons Amtszeit. Das in einen kommunistischen Norden und einen kapitalistischen Süden geteilte Vietnam war zunächst Schauplatz eines Bürgerkriegs gewesen. Schon seine Vorgänger hatten sich militärisch engagiert, um eine drohende Übernahme des mit den USA verbündeten Südvietnam durch den von der Sowjetunion und China gestützten Norden zu verhindern. Johnson weitete dieses Engagement massiv aus. Ab dem Tonkin-Zwischenfall vom August 1964 und der Entsendung amerikanischer Truppen ab März 1965 griffen die USA direkt in das Kriegsgeschehen ein. Mit der Tonkin-Resolution wurde der Präsident und damit die Exekutive am 7. August 1964 von beiden Häusern ermächtigt, „alle notwendigen Maßnahmen zur Abwehr bewaffneter Angriffe gegen US-Truppen zu ergreifen und zukünftige Aggressionen zu unterbinden“. Das bedeutete praktisch freie Hand für die präsidiale Kriegspolitik Johnsons. Bis 1968 erreichte die Zahl der in Vietnam befindlichen US-Soldaten über 500.000. Mit zunehmender Dauer des Krieges, steigenden Opferzahlen und steigenden Kosten regte sich in den USA ab 1967 vor allem unter Studenten zunehmend Widerstand gegen Johnsons Vietnampolitik. Die Öffentlichkeit akzeptierte die Folgen des Krieges immer weniger und hinterfragte Sinn und Zweck des amerikanischen Kriegseinsatzes. Johnson weigerte sich, von dem Engagement in Südostasien abzurücken; allerdings verwahrte er sich gegen ein noch härteres militärisches Vorgehen wie den Einsatz von Atomwaffen. Vor der Präsidentschaftswahl im November 1968 verzichtete Johnson auf eine erneute Kandidatur. Er trieb bis zum Ende seiner Amtszeit im Januar 1969 weitere Bürgerrechtsgesetze und Reformen im Rahmen des Great-Society-Programms voran. Ab Mai 1968 begann er Friedensgespräche mit Nord- und Südvietnam; diese wurden auch unter seinem Nachfolger Richard Nixon bis Anfang 1973 weitergeführt. Johnson veranlasste im März 1968, die Bombenangriffe auf Nordvietnam größtenteils (und im Oktober 1968 vollständig) einzustellen, und wies das Ansinnen der Militärs zurück, weitere Soldaten nach Vietnam zu schicken.
Historiker erkennen vor allem Johnsons innenpolitische Leistungen an. Seine Reformen brachten etliche und nachhaltige Verbesserungen bei den Bürgerrechten und im Sozialwesen mit sich. Möglicherweise unterschätzte er Kampfkraft und -willen der nordvietnamesischen Truppen und den Widerstand der sich verändernden US-Gesellschaft gegen den Vietnamkrieg (siehe auch Antikriegsbewegung).

## Leben bis zur Präsidentschaft

### Kindheit, Jugend und Studium

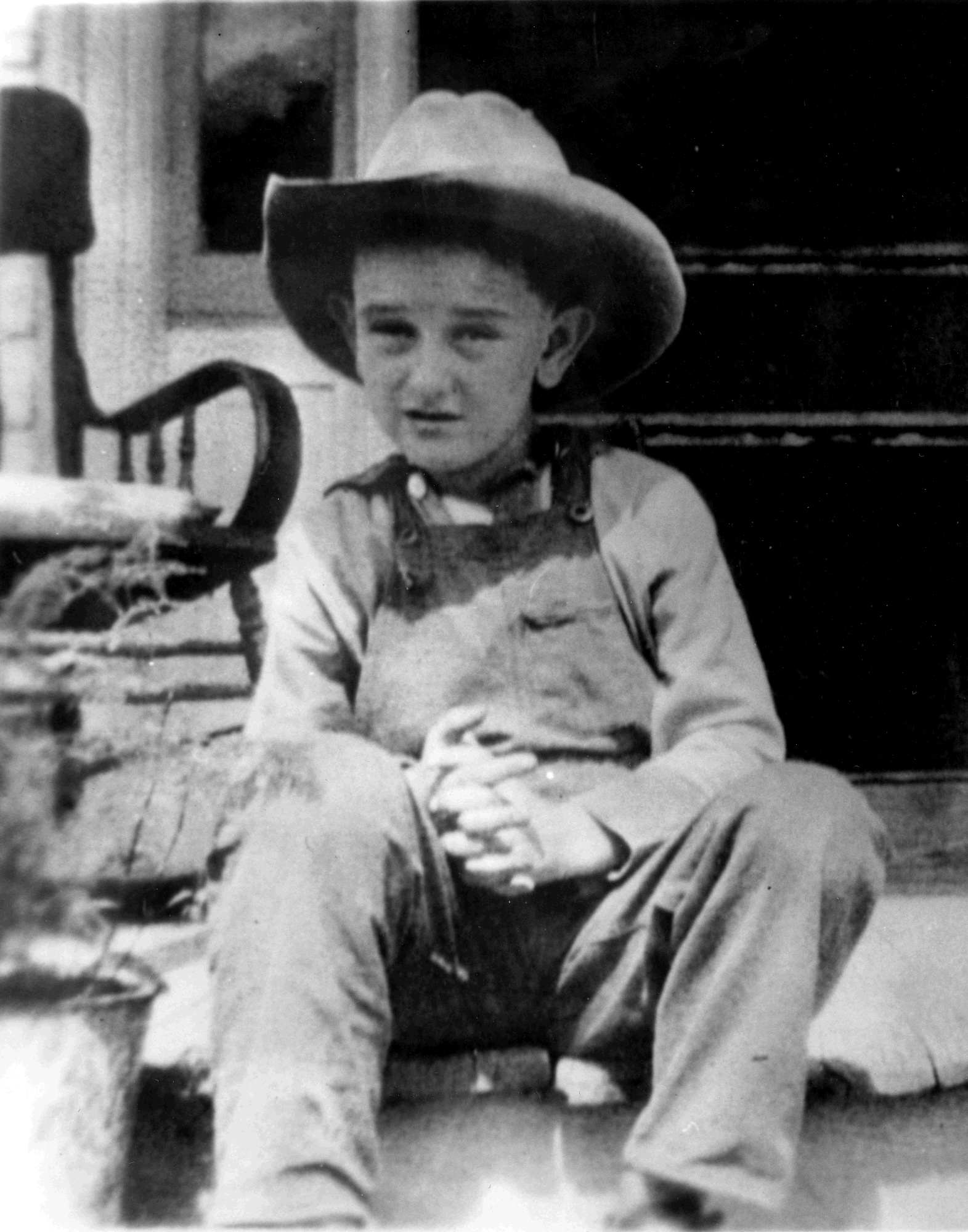
Lyndon B. Johnson als Siebenjähriger (1915)

Lyndon Baines Johnson wurde am 27. August 1908 in Stonewall, Texas, als Sohn eines Farmerpaars geboren. Seine Eltern waren Sam Ealy Johnson, der zeitweise auch ein Mandat im Repräsentantenhaus von Texas innehatte, und Rebekah Baines Johnson (1881–1958). Johnson hatte insgesamt vier jüngere Geschwister: einen Bruder namens Sam Houston Johnson sowie drei Schwestern: Rebekah Johnson Bobbitt (1910–1978), Josefa Johnson White Moss (1912–1961) und Lucia Johnson Alexander (1916–1997). Johnsons Großeltern väterlicherseits hatten sich bereits in den 1850er Jahren im texanischen Stonewall niedergelassen. Johnson wuchs in sehr ärmlichen Verhältnissen auf. Im Rückblick auf seine Kindheit erklärte Johnson einmal: „Dort, wo ich aufgewachsen bin, war Armut so weit verbreitet, dass wir gar nicht wussten, dass es dafür einen Begriff gab.“ 1913 verließen die Johnsons ihre Farm in Stonewall und zogen einige Kilometer weiter nach Johnson City, wo der junge Lyndon die Johnson City High School besuchte. Im Jahr 1924 schloss er die Highschool mit Erfolg ab. Noch im selben Jahr beschloss er, nachdem er sich vergeblich um einen Platz an einem Lehrerkolleg beworben hatte, mit fünf Freunden nach Kalifornien zu fahren. Dort verbrachte Johnson ein Jahr und ging diversen Jobs nach. So war er als Bürogehilfe in einem Gericht beschäftigt, eine Stelle, die ihm ein Verwandter vermittelt hatte. 1925 kehrte Johnson in seine Heimat nach Texas zurück, wo er für weitere zwei Jahre bei einer Straßenbaufirma arbeitete.
1927 begann er ein Studium am Lehrerkolleg in San Marcos, das er mit Lehrtätigkeiten für mexikanisch-amerikanische Kinder finanzierte. 1931 schloss er das Studium erfolgreich ab. Im Anschluss unterrichtete er als Lehrer in Pearsall sowie in einigen Highschools in der Großstadt Houston.

### Frühere politische Laufbahn

#### Einstieg in die Politik und Kongressabgeordneter

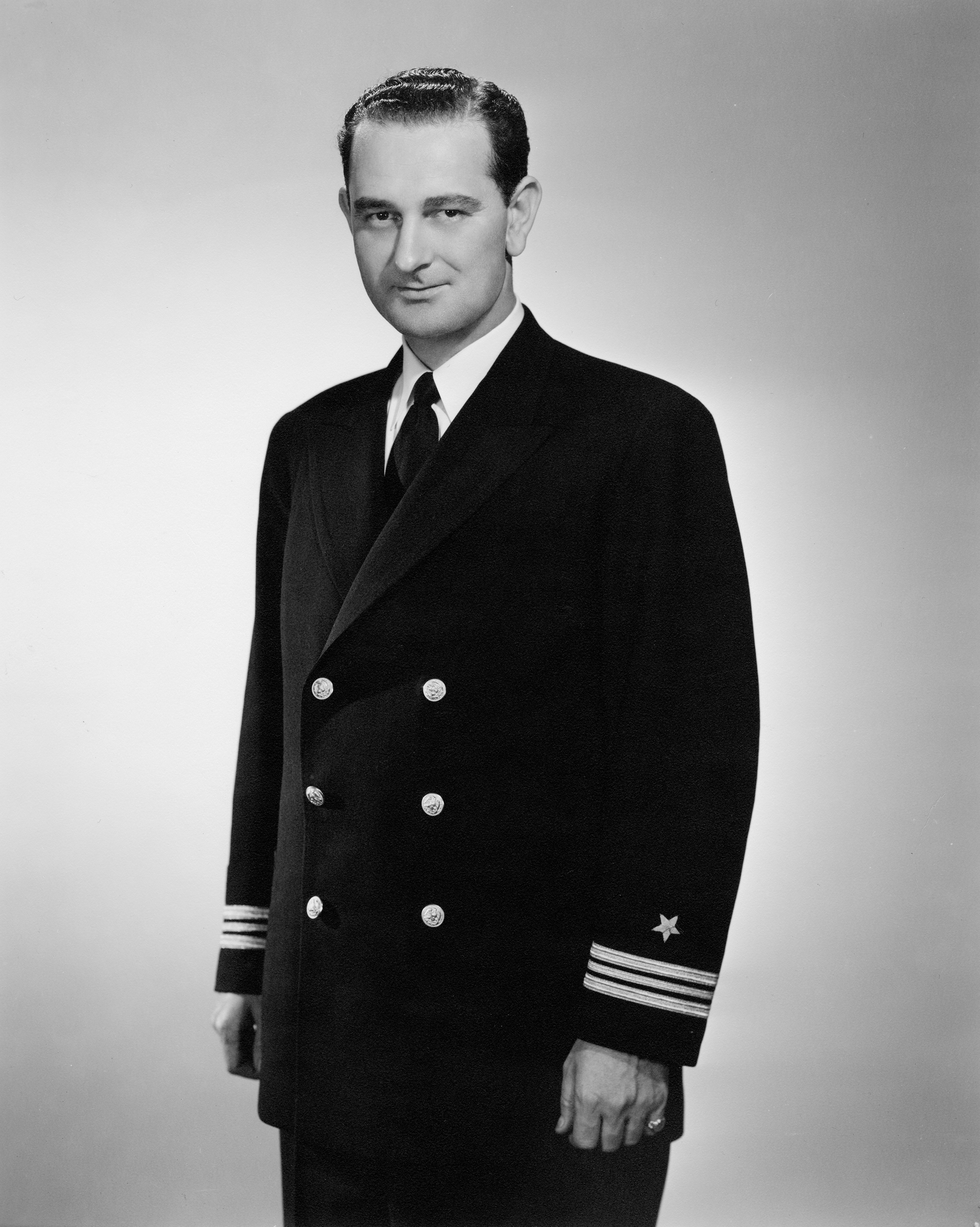
Johnson in Marine-Uniform (Lieutenant commander), 1942

Im November 1931 bot der Kongressabgeordnete Richard M. Kleberg Johnson an, für ihn in Washington D.C. zu arbeiten. Johnson nahm die Sekretärstelle an, weil ihm seine Laufbahn als Lehrer wenig aussichtsreich schien, da durch die Weltwirtschaftskrise die Löhne im öffentlichen Dienst sehr gering waren. Johnson war drei Jahre, bis 1934, in Klebergs Büro tätig. In dieser Zeit konnte er einige Erfahrungen über die Arbeit im Kongress sammeln. Auf seiner Rückreise nach Texas begegnete er Claudia Alta Taylor, später Lady Bird Johnson genannt, die er am 17. November 1934 im texanischen San Antonio heiratete. Nach der Hochzeit verbrachte das Paar die Flitterwochen in Mexiko. Lady Bird brachte zwei Töchter zur Welt: Lynda Bird Johnson (* 19. März 1944) und Luci Baines Johnson (* 2. Juli 1947).
Schon bald brachte ihn seine Begeisterung für die Reformpolitik Präsident Roosevelts zur Demokratischen Partei. Roosevelt kämpfte gegen die Great Depression, die die wirtschaftliche Situation der USA in den 1930er Jahren prägte. 1935 wurde Johnson zum Direktor der National Youth Administration ernannt, einer Einrichtung, die jungen Leuten und bedürftigen Studenten zu einem neuen Arbeitsplatz verhelfen sollte. Nachdem Johnson diesen Posten zwei Jahre lang bekleidet hatte, gab er ihn auf, um sich zur Wahl für das Repräsentantenhaus aufstellen zu lassen. Nach dem Tod von James P. Buchanan, der dieses Mandat zuvor innegehabt hatte, wurde eine Neuwahl nötig, um Buchanans Platz neu zu besetzen. Johnson gewann die Wahl und zog so am 10. April 1937 in das US-Repräsentantenhaus ein. Während seiner Kampagne unterstützte Johnson die populäre Politik Präsident Roosevelts und setzte sich schließlich gegen neun Mitbewerber durch. Ein Jahr später wurde er im Repräsentantenhaus in einer erneuten regulären Wahl bestätigt. Seitdem wurde Johnson bis einschließlich 1946 im zweijährigen Turnus als Abgeordneter wiedergewählt. Während seiner Zeit im Repräsentantenhaus war er 1938 maßgeblich an der sogenannten Operation Texas beteiligt, die jüdischen Bürgern die legale Flucht aus dem nationalsozialistischen Deutschland und anderen vom Deutschen Reich besetzten Gebieten in die Vereinigten Staaten ermöglichte.

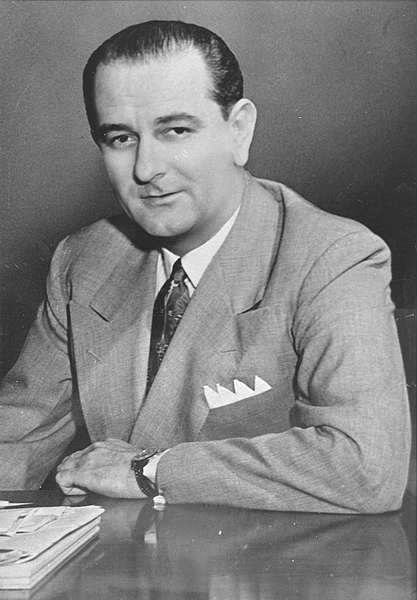
Johnson als US-Senator aus Texas Anfang der 1950er

1941 kandidierte er erstmals für einen Sitz im Senat, unterlag bei der Primary aber knapp dem texanischen Gouverneur W. Lee O’Daniel. Möglicherweise wurde er hierbei Opfer eines Wahlbetruges.
Im Oktober 1940 trat Johnson in die United States Naval Reserve ein, er war damit das erste Kongressmitglied, das sich nach Beginn des Zweiten Weltkrieges zu den Streitkräften meldete. Er erhielt den Rang eines Lieutenant Commander, obwohl er keine militärische Erfahrung hatte. Nach dem japanischen Angriff auf Pearl Harbor wurde er im Dezember 1941 in den aktiven Dienst berufen. Nach Inspektionseinsätzen innerhalb der USA wurde er in Neuseeland und Nordaustralien eingesetzt, wo er als Beobachter an Bombermissionen teilnahm. Für einen Einsatz wurde er mit dem Silver Star ausgezeichnet.
In Neuguinea erkrankte Johnson an einer lebensbedrohlichen Lungenentzündung. Nach seiner Rückkehr in die Heimat folgten zwischen 1943 und 1955 sieben weitere Lungenentzündungen und auch weitere Atemwegserkrankungen. Im Juni 1942 ordnete Präsident Roosevelt an, dass alle Mitglieder des Repräsentantenhauses ihren Dienst im Militär quittieren mussten, damit sie wieder ihren politischen Tätigkeiten nachgehen konnten. Damit war Johnsons aktiver Militärdienst beendet. Ab 1942 war er Vorsitzender eines Subkomitees im Marineausschuss des Repräsentantenhauses. 1949 wurde er mit Wirkung vom Juni 1948 zum Commander befördert. Endgültig entlassen aus der Naval Reserve wurde er 1964, nachdem er Präsident geworden war.
In dieser Zeit begann die Unternehmerkarriere seiner Frau Lady Bird Johnson, die Johnson durch seinen politischen Einfluss maßgeblich förderte. Lady Bird Johnson hatte 1943 einen kleinen Rundfunksender gekauft, der durch Johnsons Kontakte zur Federal Communications Commission sofort erhebliche Vorteile erfuhr und finanziell erfolgreich wurde. Außerdem setzte sich Johnson regelmäßig für Unternehmen aus seiner Heimat ein, die sich durch umfangreiche Werbeschaltungen in den Sendern seiner Frau auszeichneten. Lady Bird Johnson wurde dadurch zur vielfachen Millionärin.

#### Senator und Majority Leader
Nach Ablauf seiner sechsjährigen Amtszeit im Senat bemühte sich O’Daniel nicht erneut um sein Mandat. Johnson entschloss sich daher, nicht mehr für das Repräsentantenhaus, sondern erneut für den Senat zu kandidieren. Im November 1948 gelang ihm dann der Sprung in den Senat. Dieser Senatswahl war eine höchst kontroverse innerparteiliche Vorwahl gegen Coke R. Stevenson vorausgegangen, bei der Betrug im Spiel war und die er mit äußerst knappem Vorsprung für sich entscheiden konnte. Tatsächlich sahen erste Ergebnisse am Wahlabend Stevenson mit knapp 20.000 Stimmen in Führung. Da jedoch der lokale Parteiboss George Parr aus Süd-Texas mehrere tausend gefälschte Stimmzettel einschleuste, schmolz Stevensons Vorsprung immer weiter zusammen, schließlich wurde Johnson mit 87 Stimmen Vorsprung zum Sieger erklärt. Der Leiter der Wahlkommission von Jim Wells County, Luis Salas, erklärte später in einem Interview mit dem Historiker Robert Caro über die Stimmenauszählung: „Wenn die Stimmen nicht für Johnson waren, dann habe ich sie zu Stimmen für Johnson gemacht.“ Der Parteivorstand der Demokraten von Texas stimmte – ebenfalls äußerst knapp – mit 29:28 Stimmen dafür, das Ergebnis anzuerkennen. Auch im darauf folgenden Rechtsstreit blieb Johnson, der vom späteren Richter des Obersten Gerichts, Abe Fortas, vertreten wurde, siegreich. Dies trug ihm lange Zeit den Spitznamen „Landslide (Erdrutsch) Lyndon“ ein. Da Texas zu jener Zeit, anders als heute, äußerst stark der Demokratischen Partei zuneigte, war die innerparteiliche Vorwahl für politische Ämter die entscheidende Hürde für die Kandidaten. Die eigentliche Wahl wurde am Ende mehr als Formsache angesehen, da republikanische Kandidaten meist deutlich unterlegen waren. Oftmals verzichteten die Republikaner aufgrund ihrer Chancenlosigkeit sogar auf einen eigenen Bewerber. Bei den Senatswahlen im Jahr 1954 und 1960 wurde Johnson daher als Vertreter seines Bundesstaates ohne Probleme bestätigt. Da er 1960 jedoch zum US-Vizepräsidenten gewählt worden war, nahm er dieses Mandat nicht mehr an.
Im Senat erwies er sich als sehr effizienter Parlamentarier und erlangte ab 1953 als Führer der demokratischen Fraktion (ab 1955 als Majority Leader) ein Maß an Bedeutung und Einfluss, das eigentlich weit über dieses Amt hinausging. Zu seinen Aufgaben gehörte unter anderem die Erstellung von Zeitplänen für neue Gesetze sowie die Zusammenarbeit mit Präsident Eisenhower bei innenpolitischen Fragen. Diese funktionierte meist reibungslos – Eisenhower war zwar Republikaner, verfolgte aber auch Ziele der Demokratischen Partei.
1954 brachte er erfolgreich das Johnson Amendment ein, das steuerlich begünstigte gemeinnützige Organisationen daran hinderte, sich finanziell in Wahlkämpfen zu engagieren.
Außerdem war Johnson maßgeblich an der Abfassung des Civil Rights Act of 1957 beteiligt, der als erstes Bürgerrechtsgesetz der USA nach der rund hundert Jahre vorher erfolgten Abschaffung der Sklaverei gilt. Da südstaatliche Senatoren fast geschlossen gegen die Verabschiedung eines Bürgerrechtsgesetzes waren, wurde die Vorlage für den Civil Rights Act von 1957 so weit abgeschwächt, dass er nahezu unbrauchbar wurde. Johnson hatte dieser verwässerten Gesetzesabfassung, anders als später im Präsidentenamt, zugestimmt, da er eine Spaltung seiner Partei befürchtete. Als Mitglied des Streitkräfteausschusses sowie Mitbegründer und Vorsitzender des Preparedness Investigating Subcommittee gelang es ihm, sein öffentliches Profil zu schärfen. Am 2. Juli 1955 erlitt der 46-jährige Johnson einen schweren Herzinfarkt. Dadurch wurde er zu einer mehrmonatigen politischen Pause gezwungen. Er kehrte erst im Januar 1956 wieder nach Washington zurück.

### Vizepräsident

Präsident John F. Kennedy (rechts stehend) mit Vizepräsident Lyndon B. Johnson

#### Präsidentschaftswahl 1960
Im Sommer 1960 wurde Johnson als Kandidat für die demokratische Nominierung zur Präsidentschaftswahl aufgestellt. Den Wahlkampf hatte er aus Mitteln des Unternehmens seiner Frau finanziert. Jedoch musste der anfänglich sehr optimistische Johnson erkennen, dass er der größeren Popularität John F. Kennedys nicht gewachsen war. Nachdem Kennedy als Präsidentschaftskandidat offiziell nominiert worden war, fragte dieser Johnson, ob er Vizepräsident werden wolle, ein Angebot, das Johnson annahm. Bis heute gibt es Diskussionen darüber, wieso Kennedy Johnson dies anbot und wieso Johnson den zweiten Platz auf dem politischen Parkett akzeptierte. Einige Historiker gehen davon aus, dass Kennedy ihn aus Respekt und Höflichkeit als seinen Stellvertreter wollte, da Johnson Mehrheitsführer im Senat war. Zudem verfügte Johnson im Süden über beträchtlichen politischen Einfluss.
Tatsächlich hatte Johnson aber bereits vor dem Parteitag zu erkennen gegeben, dass er als Vizepräsidentschaftskandidat zur Verfügung stünde. Laut dem Historiker Robert Dallek sprach aus Johnsons Sicht einiges für einen solchen Schritt: Sollte Kennedy die Wahl gewinnen, wäre das Weiße Haus das neue Machtzentrum der Demokraten. Johnson ging davon aus, dort mehr Einfluss ausüben zu können als im Kongress, wo seine Position als Mehrheitsführer zudem von jüngeren Senatoren zunehmend in Frage gestellt wurde. Sollte Kennedy die Wahl hingegen verlieren, wäre Johnson dann der erste Anwärter für die Nominierung im Jahr 1964. Zudem konnte er als Vizepräsident die politische Bedeutung des amerikanischen Südens steigern. Kennedy, der wusste, dass es im liberalen Parteiflügel Widerstände gegen den als autoritär geltenden Texaner Johnson gab, erklärte gegenüber einem Mitarbeiter: „Natürlich will ich Lyndon Johnson. Er ist der einzige Kandidat […] Wenn ich ihn als Running Mate gewinne, können wir gar nicht verlieren.“
Trotz der erheblichen Vorbehalte Robert Kennedys, des Bruders von John F. Kennedy, der den Wahlkampf leitete, zeigte sich, dass die Entscheidung, Johnson zu akzeptieren, ein Trumpf für den zukünftigen Präsidenten war. Johnson schlug sich mit großem Engagement im Wahlkampf für Kennedy und war hauptverantwortlich dafür, dass die Demokraten mehrere Südstaaten gewannen, deren Wähler eher skeptisch gegenüber Kennedy eingestellt waren. Dies galt vor allem in Johnsons Heimatstaat Texas. Letztlich trugen Kennedy und Johnson den Wahlsieg gegen den republikanischen Kandidaten Richard Nixon davon, der von 1953 bis 1961 Eisenhowers Vizepräsident war. Kennedy konnte 303 Wahlmännerstimmen auf sich vereinen, während Nixon nur 219 Stimmen erhielt. Die Amtseinführung Kennedys und Johnsons fand am 20. Januar 1961 in Washington statt.

#### Amtszeit (1961–1963)

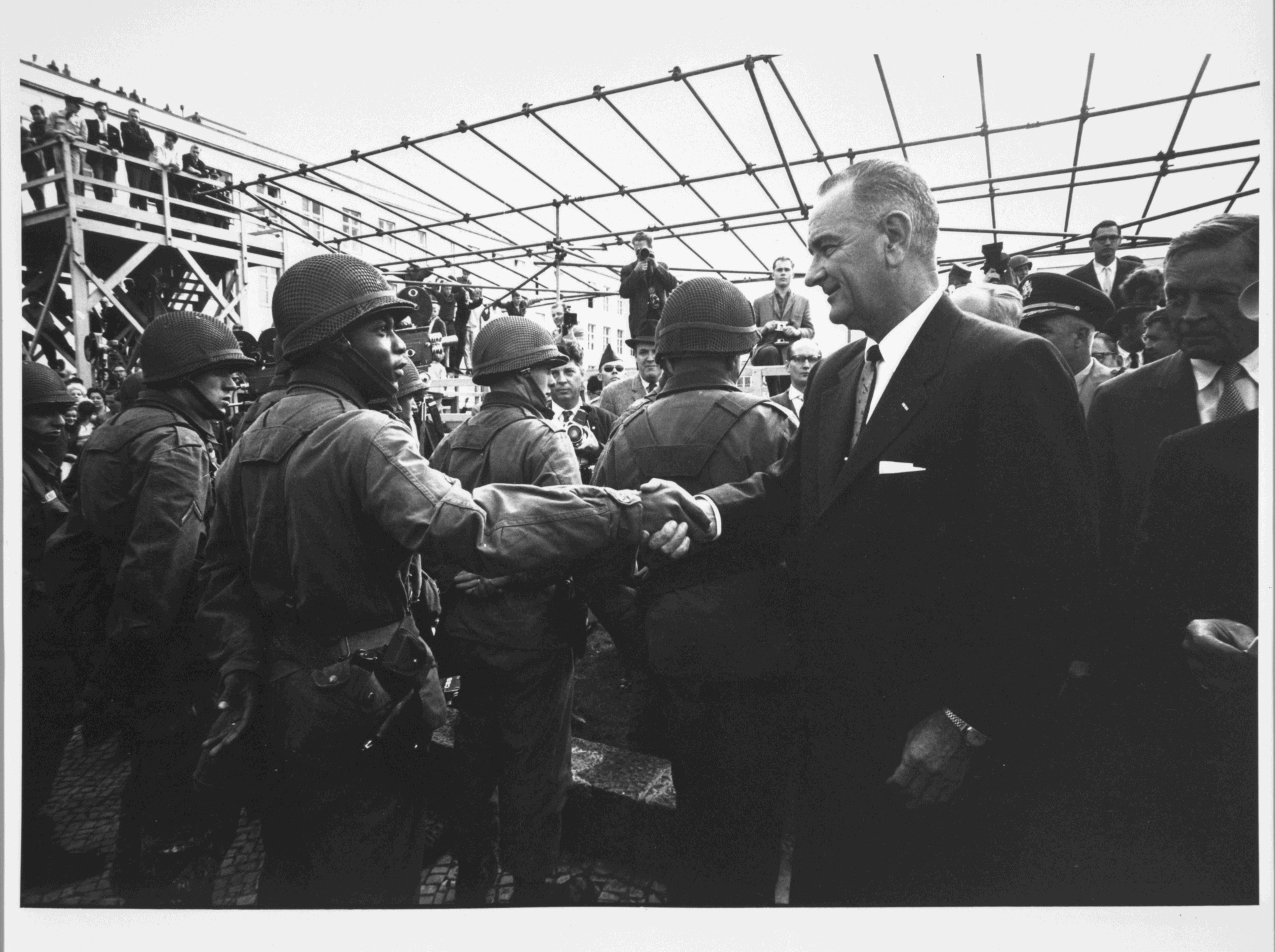
Johnson (rechts) schüttelt bei seinem Berlin-Besuch im August 1961, kurz nach dem Mauerbau, einem US-Soldaten die Hand

Als Vizepräsident wurde Johnson von Kennedy mit zwei wesentlichen Aufgaben betraut: Er erhielt die Oberaufsicht des amerikanischen Weltraumprogramms, das Kennedys Ziel umsetzen sollte, bis zum Ende des Jahrzehnts einen Menschen auf dem Mond landen zu lassen. Außerdem wurde er zum Vorsitzenden des President’s Committee on Equal Employment Opportunity ernannt, ein Ausschuss für gleiche Beschäftigungschancen. Da diesem Gremium jedoch kaum Finanzen zugeteilt wurden, blieb es faktisch wirkungslos. Der Johnson-Biograf Robert Caro zitiert Johnson selbst mit dem Ausspruch: „Ich habe kein Budget, und ich habe keinerlei Macht, ich habe nichts“. Trotz seiner Erfahrungen im Gesetzgebungsverfahren wurde Johnson von Kennedy in diesem Bereich kaum zu Rate gezogen und von wichtigen Sitzungen des Kabinetts ausgeschlossen. Insgesamt konnte Kennedy nur rund ein Drittel seines Programms durch den Kongress bringen. Gegen Jahresende 1963 drohte die „Bobby Baker-Affäre“, ein Korruptionsskandal, in den Johnsons engster Vertrauter, Bobby Baker, der dem Vizepräsidenten so nahe stand, dass er den Spitznamen „Little Lyndon“ verpasst bekam, verwickelt war, Johnsons politische Karriere vorzeitig zu beenden. „Meine Zukunft liegt hinter mir“, äußerte Johnson gegenüber Freunden. Erst nach Kennedys Ermordung wurden die Ermittlungen eingestellt.
Nach dem Bau der Berliner Mauer schickte Kennedy seinen Stellvertreter im August 1961 nach Berlin, um sich ein Bild von der Lage zu machen. Trotz der Ablehnung des Mauerbaus machten die USA klar, keinen Atomkrieg riskieren zu wollen. Allerdings wurde die Zahl der amerikanischen Streitkräfte, die in Berlin stationiert wurden, erheblich erhöht. Weitere Reisen unternahm Johnson nach Skandinavien, Kanada und Südvietnam. Nach dem Johnson-Biografen Robert Caro wurde Johnson durch den Präsidenten von wichtigen außenpolitischen Themen aber abgeschnitten. Kennedy wollte seinem Stellvertreter keinesfalls zu viel Macht zukommen lassen, da Johnson als politisch überaus geschickt galt und die Berater des Präsidenten fürchteten, dass Johnson womöglich alles kontrollieren würde und man ihm gleich das höchste Staatsamt überlassen könne, wenn man ihm zu viele Vollmachten übertragen würde. Daher waren Kennedy und seine Mitarbeiter darauf bedacht, den Vizepräsidenten nicht zu sehr ins Licht der Öffentlichkeit zu stellen, so hatte beispielsweise die New York Times in einem Zeitungsbericht während der Kubakrise im Oktober 1962 lediglich angemerkt, dass Vizepräsident Johnson bei den Krisensitzungen „auch anwesend war“.

## Präsidentschaft (1963–1969)

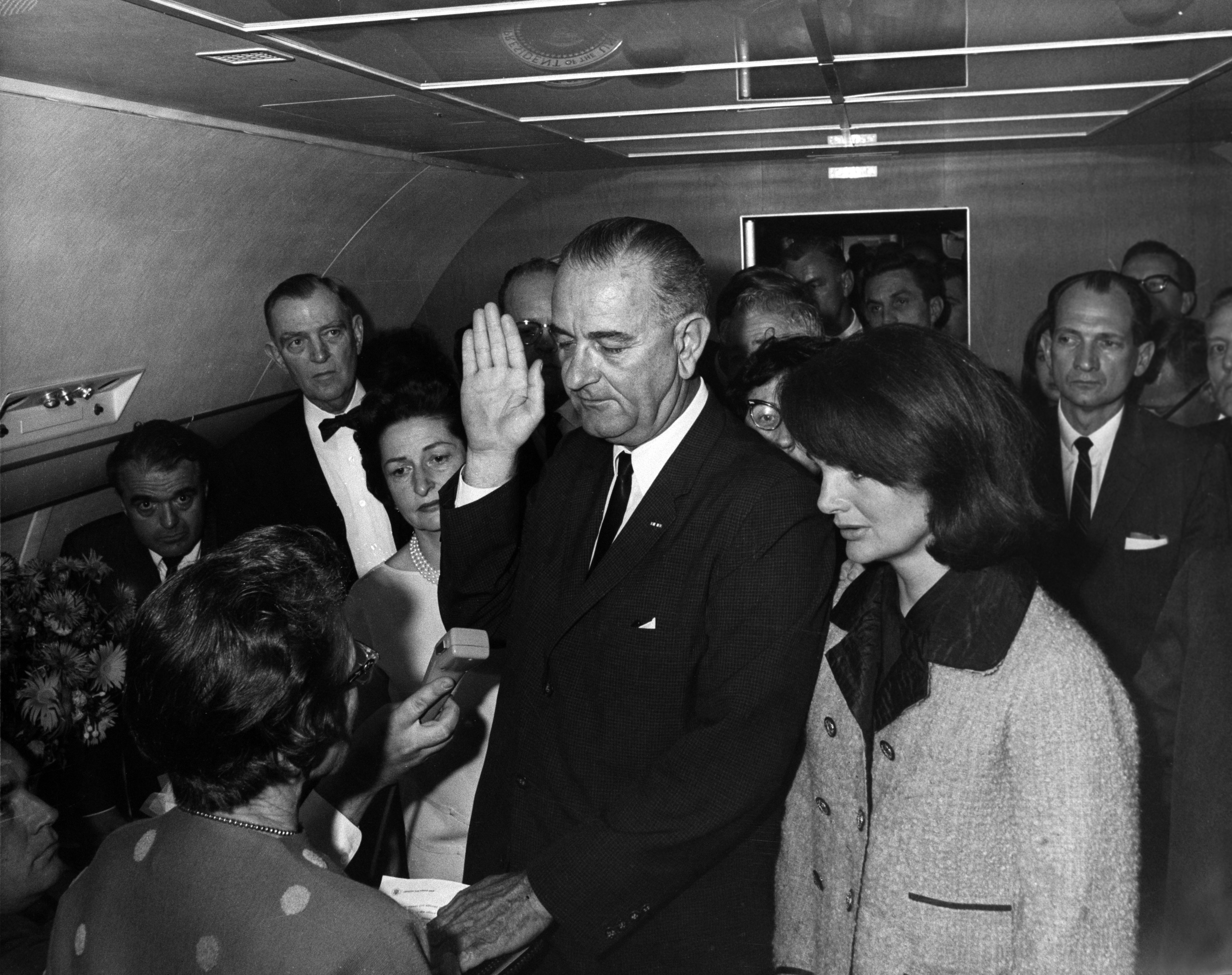
Lyndon B. Johnson bei seiner Vereidigung an Bord der Air Force One, wenige Stunden nach dem Attentat auf Kennedy. Foto von Cecil W. Stoughton

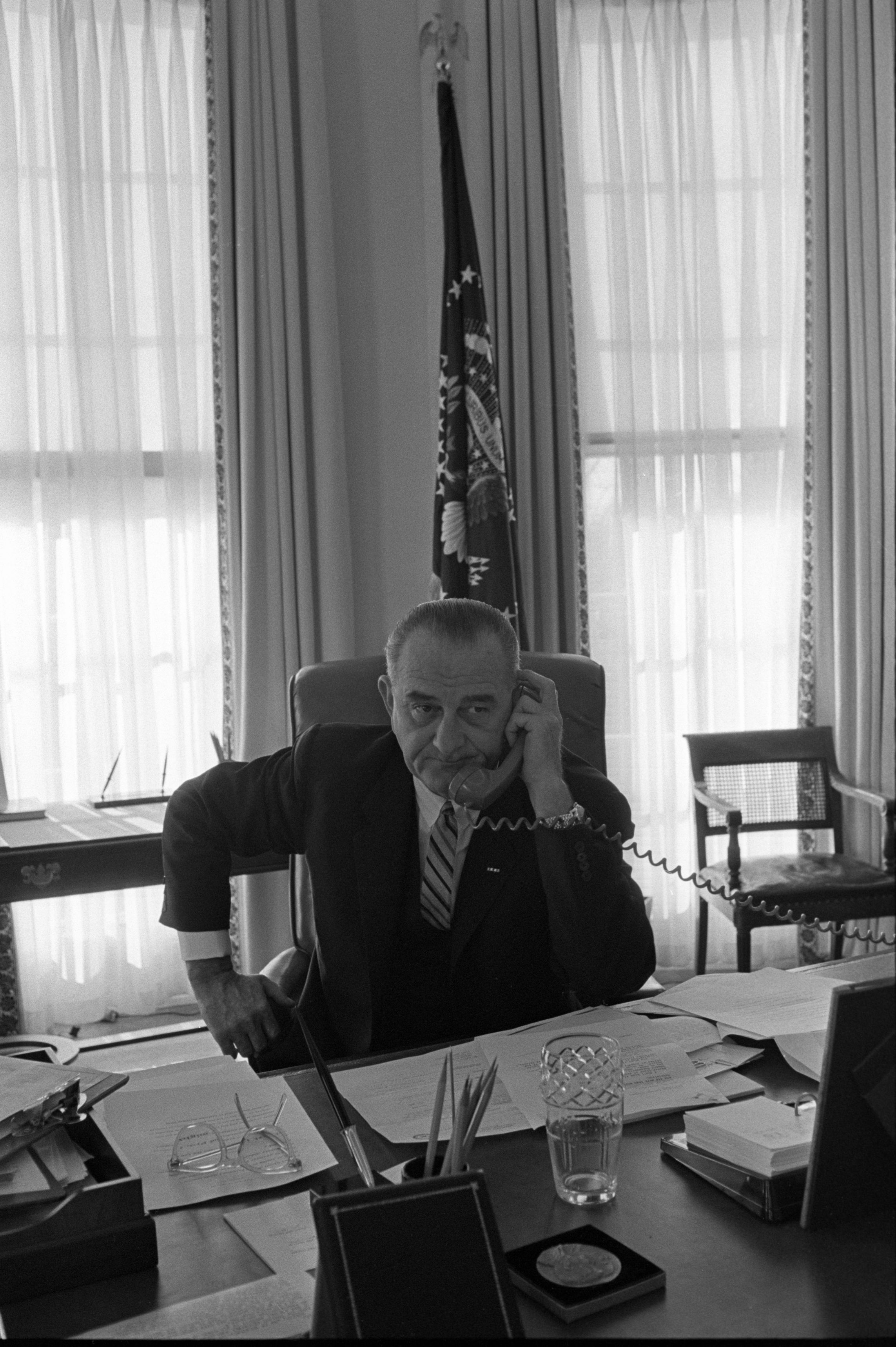
Johnson telefoniert im Oval Office, 1964

### Amtsübernahme
Am 22. November 1963 besuchte Präsident Kennedy die texanische Stadt Dallas. Bei einer Autofahrt durch die Innenstadt wurde er in seinem offenen Wagen von einem Attentäter erschossen. Johnson folgte in einem anderen Wagen und bemerkte zunächst nicht, dass Kennedy getroffen worden war. Er erfuhr im Krankenhaus vom Tod des Präsidenten. Nachdem dieser offiziell festgestellt worden war, wurde Johnson (damals 55 Jahre alt) zwei Stunden später an Bord der Air Force One von Bundesrichterin Sarah T. Hughes als neuer Präsident vereidigt, bevor das Flugzeug mit ihm, Jacqueline Kennedy und der Leiche ihres Gatten den Rückweg nach Washington, D.C. antrat. Als das Flugzeug am Abend dort gelandet war, gab der neue Präsident auf dem Flughafengelände eine kurze Stellungnahme ab:

“This is a sad time for all people. We have suffered a loss that cannot be weighed. For me, it is a deep personal tragedy. I know that the world shares the sorrow that Mrs. Kennedy and her family bear. I will do my best. That is all I can do. I ask for your help – and God’s.”

„Dies ist eine traurige Zeit für alle Menschen. Wir haben einen Verlust erlitten, der gar nicht ermessen werden kann. Für mich persönlich ist dies eine tiefe Tragödie. Ich weiß, dass die Welt die Trauer von Mrs. Kennedy und ihrer Familie teilt. Ich werde mein Bestes geben. Das ist alles, was ich tun kann. Ich bitte um Ihre Hilfe – und um die Gottes.“

Aus Rücksicht gegenüber Jacqueline Kennedy begann der neue Präsident erst eine Woche später für seine Amtsgeschäfte das Oval Office, das Arbeitszimmer des Präsidenten im Weißen Haus, zu nutzen. Am 7. Dezember 1963 zog er mit seiner Frau und den beiden Töchtern ins Weiße Haus ein, nachdem die Kennedys es verlassen hatten.
Eine seiner ersten Amtshandlungen war die Einsetzung der Warren-Kommission zur Untersuchung des Kennedy-Attentats.
In seiner ersten Rede vor beiden Häusern des Kongresses am 27. November 1963 (→ Let Us Continue) sprach Johnson davon, er werde seine Präsidentschaft dem Erbe Kennedys widmen. Es gehe aber nicht nur um die Aufklärung des Attentats, sondern auch um eine Verbesserung der Lebensbedingungen in den Vereinigten Staaten und eine zügige Verabschiedung des von Kennedy in die Wege geleiteten Bürgerrechtsgesetzes. Auch unter seiner Führung gelte weiterhin: „Diese Nation wird ihre Verpflichtungen von Südvietnam bis West-Berlin einhalten.“
Zu den zahlreichen Verschwörungstheorien um die Ermordung Kennedys gehört auch die, dass sie ein Staatsstreich Johnsons gewesen sei. Es gibt keine Beweise oder ernstzunehmende Indizien dafür. Johnson selbst erklärte 1968 einem ABC-Journalisten gegenüber, er vermute Fidel Castro hinter dem Attentat: „Kennedy versuchte, Castro zu erwischen, aber Castro hat ihn als erster erwischt“. Diese Spur sei aus Furcht vor einem Krieg nicht weiter verfolgt worden.
Nach dem Kennedy-Attentat behielt er alle Mitglieder aus dem Kabinett seines Vorgängers. Auch Justizminister Robert F. Kennedy blieb im Amt, obgleich beide Politiker eine gegenseitige persönliche Abneigung trennte. Robert Kennedy trat im September 1964 zurück und kandidierte in New York erfolgreich für den US-Senat, nachdem sich seine Hoffnung, von Johnson zum Vizepräsidentschaftskandidaten erklärt zu werden, nicht erfüllt hatte. Einige der von John F. Kennedy ernannten Minister blieben bis zum Ende von Johnsons Präsidentschaft 1969 im Amt (siehe Kabinett Lyndon B. Johnson). Die Berufung eines neuen Vizepräsidenten war zunächst nicht möglich, da vor der Verabschiedung des 25. Zusatzartikels der Verfassung im Jahr 1967 dieses Amt ausschließlich durch Präsidentenwahlen im Turnus von vier Jahren besetzt werden konnte. Daher amtierte Johnson für die ersten 14 Monate seiner Präsidentschaft ohne Stellvertreter.

### Präsidentschaftswahl 1964

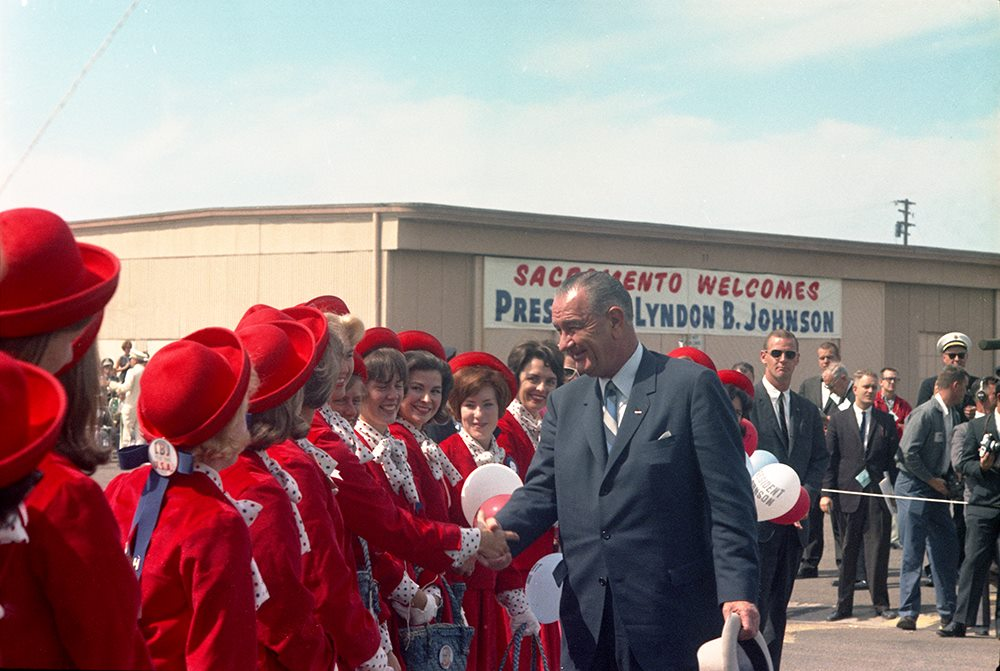
Johnson bei einem Wahlkampfauftritt im September 1964

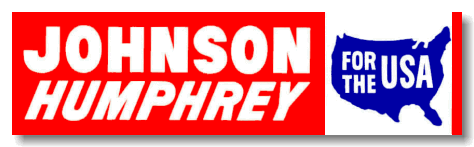
Logo der Präsidentschaftskampagne 1964

Als die nächste Präsidentschaftswahl am 3. November 1964 anstand, kündigte Johnson im Vorfeld sein Programm der Great Society an, das umfassende Sozialreformen bei Bürgerrechten, Armutsbekämpfung, Bildung, Gesundheitswesen und Umweltschutz vorsah. Auf der Democratic National Convention in Atlantic City Ende August 1964 wurde er von den Delegierten der Demokratischen Partei einstimmig zum Präsidentschaftskandidaten erklärt. Die Republikanische Partei schickte den Senator aus Arizona Barry Goldwater ins Rennen. Während des Wahlkampfes fand Johnson in der Bevölkerung große Zustimmung für sein sozialpolitisches Programm; er stellte Goldwater, teilweise mittels Negative Campaigning, als einen Extremisten dar, der die USA in einen Atomkrieg verwickeln könnte. Johnsons Wahl- und Werbespruch wurde fortan All the way with LBJ („ganz und gar mit LBJ“). Bei der Wahl errang Johnson 486 der 538 Wahlmännerstimmen im Electoral College und Goldwater nur 52 Wahlmännerstimmen. Johnson erzielte in 44 der 50 Bundesstaaten sowie der Bundeshauptstadt Washington, D.C. eine Mehrheit, während Goldwater dies nur in fünf Südstaaten und seinem Heimatstaat Arizona gelang.
Gemessen am Popular Vote erhielt Johnson 61,1 Prozent der abgegebenen Stimmen und Goldwater 38 Prozent. Es war der höchste Sieg in der amerikanischen Geschichte nach dem Verhältnis der Stimmen.
95 Prozent der Afroamerikaner wählten Johnson, wohl wegen seines Bürgerrechtsprogramms und seines Plädoyers für die Gleichberechtigung der schwarzen Bevölkerung.
Für das seit dem Kennedy-Attentat vakante Amt des Vizepräsidenten nominierte Johnson den Senator Hubert H. Humphrey aus Minnesota. Die erneute Vereidigung von Johnson und die Amtseinführung von Vizepräsident Humphrey fand am 20. Januar 1965 in Washington, D.C. statt.
Die Demokratische Partei konnte auch bei den gleichzeitig stattfindenden Wahlen zum Senat und Repräsentantenhaus deutliche Zugewinne verbuchen; sie erreichten in beiden Häusern eine Zweidrittelmehrheit. Sie bauten damit ihre bereits deutlichen Mehrheiten in beiden Kongresskammern aus; der wiedergewählte Präsident konnte sein progressives und linksliberales Programm voranbringen, ohne mit der Opposition Kompromisse machen zu müssen.

### Innenpolitik

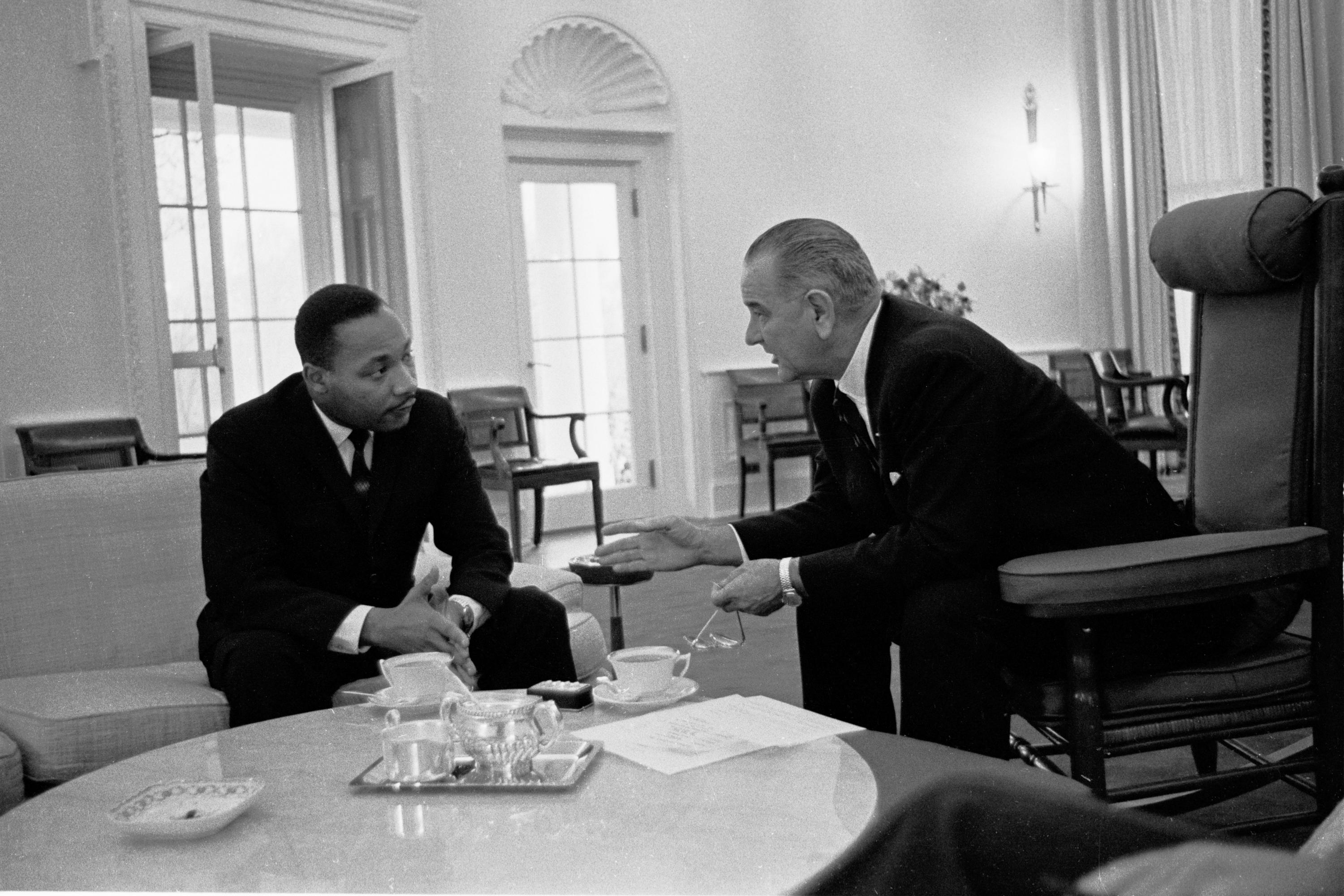
Präsident Johnson bespricht sich im Weißen Haus mit dem führenden Bürgerrechtler Martin Luther King

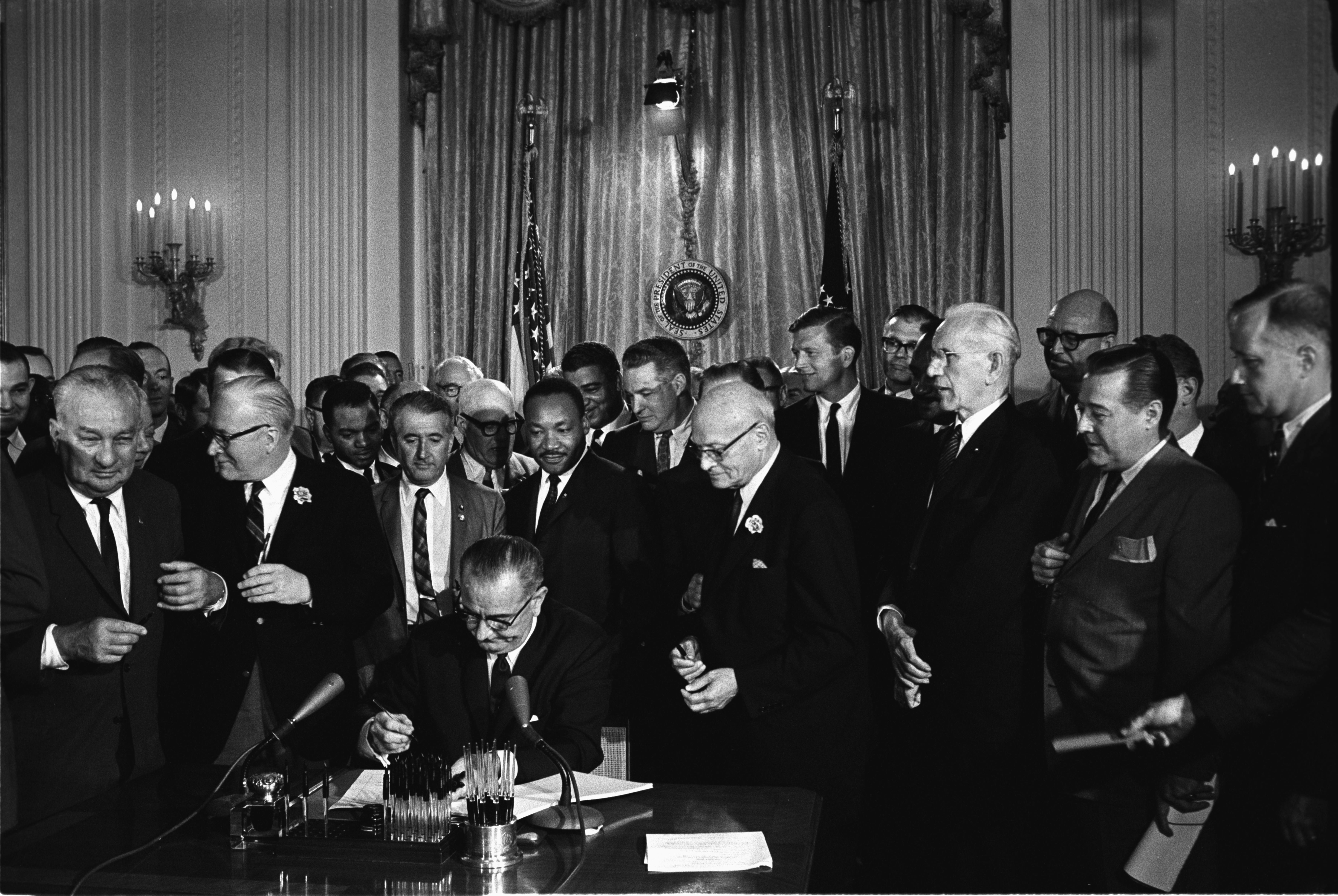
Der Civil Rights Act of 1964 wird im Juli 1964 von Präsident Johnson unterschrieben

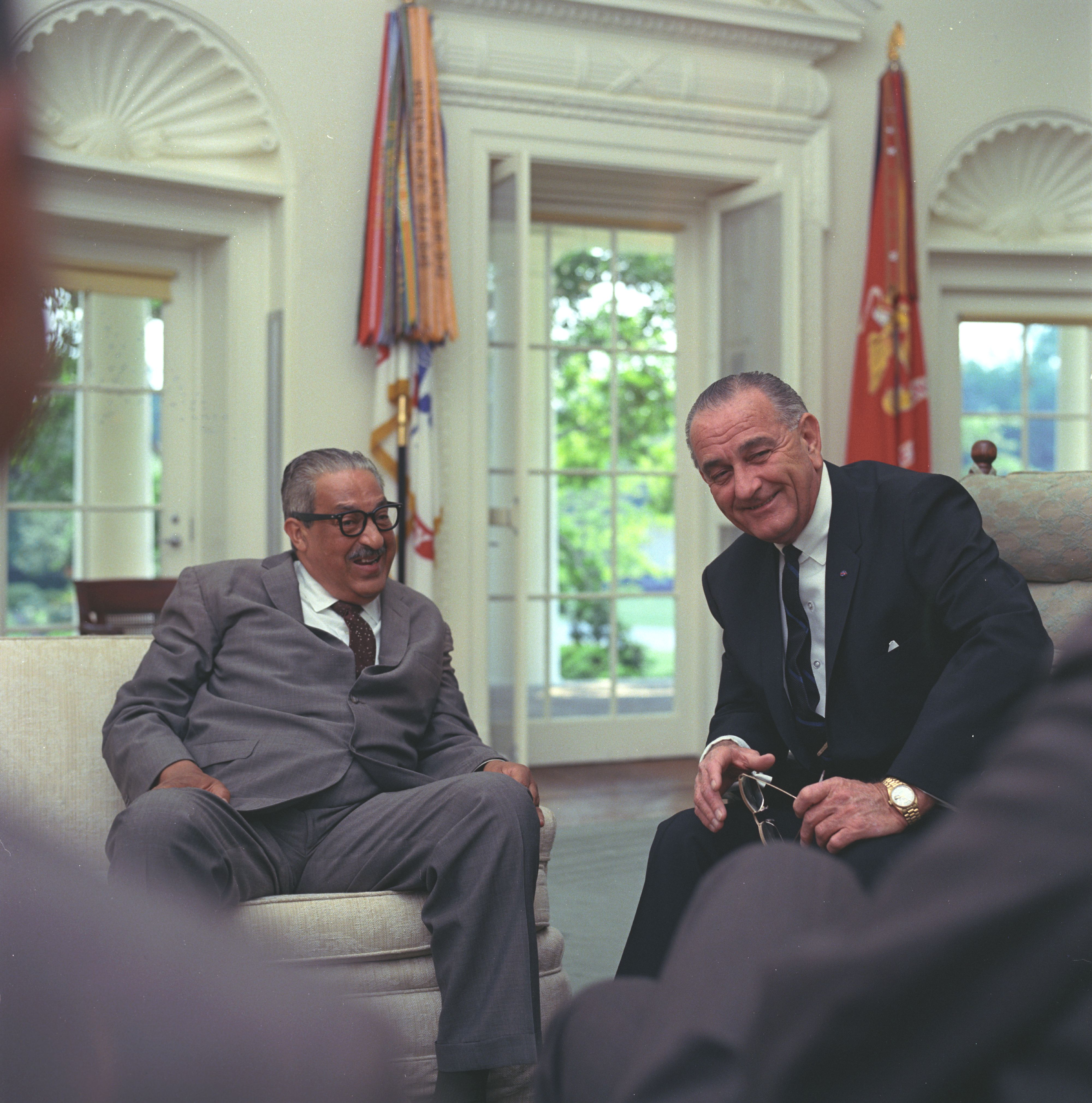
Johnson (rechts) bei einem Meeting im Oval Office mit Thurgood Marshall, dem ersten afroamerikanischen Richter des Obersten Gerichtshofs, den er kurz zuvor ernannt hatte, 1967

Im Rahmen seines Programms der Great Society, das Johnson als seine Vision von einem „demokratischeren und gerechteren Amerika“ ansah, wollte er nach eigener Aussage Unterprivilegierten und vor allem den Afroamerikanern zu mehr Chancengleichheit verhelfen. Historiker wie David Withney urteilen, bis dahin habe sich kein Präsident so ernsthaft dieses Themas angenommen. Johnsons Bürgerrechtsagenda führte zu einer ganzen Reihe von Gesetzen, die das Wahlrecht, Gesundheitswesen, die Sozialsysteme, das Erziehungswesen, die Umwelt, die Ernährung, den Verbraucherschutz und die Bürgerrechte betrafen. Unter Historikern ist Johnson innenpolitisch als sehr bedeutender Präsident anerkannt, insbesondere was seinen Einsatz für Rassengleichheit und die Armutsbekämpfung betrifft. Unter Johnson erreichte der amerikanische Sozialstaat seine größte Ausdehnung und Akzeptanz. Dabei kam ihm die Wirtschaftsentwicklung zugute, denn unter seiner Präsidentschaft stieg das Bruttoinlandsprodukt nominell von 589 Milliarden Dollar auf 861 Milliarden Dollar.

#### Bürgerrechte
Johnson unterstützte nach seinem Amtsantritt die Bürgerrechtsbewegung (Civil Rights Movement) der Afroamerikaner unter Führung des bekannten Bürgerrechtlers Martin Luther King. Obwohl Schwarze seit dem Ende des Sezessionskrieges 1865 de jure die vollen Bürgerrechte besaßen, herrschten faktisch auch zu Beginn der 1960er-Jahre Rassentrennung, Diskriminierung und Vorurteile gegenüber dieser Bevölkerungsgruppe vor. Als Senator hatte er seinen schwarzen Koch, Gene Williams, gebeten, zur Sommerpause nicht nur wie üblich sein Auto, sondern auch seinen Hund von Washington nach Texas zu fahren. Williams lehnte dies jedoch ab – er als Schwarzer verspüre denselben Hunger, dieselbe Müdigkeit, denselben Harndrang wie Weiße, dürfe aber die Infrastruktur dafür entlang der Highways nicht benutzen. Da, wo er als Schwarzer hin könne, werde er mit einem Hund auch noch abgelehnt. Dies berührte Johnson so sehr, dass er sich hinter die Bürgerrechtsgesetzgebung stellte.
Ein von Präsident Kennedy vorgeschlagenes Gesetz zur Aufhebung der Rassentrennung wurde bereits im Kongress diskutiert, doch eine Opposition von Politikern aus den Südstaaten verhinderte eine Verabschiedung des Entwurfs. Johnson griff Kennedys Vorschlag rasch auf und übte über das Frühjahr 1964 erheblichen Druck auf die Senatoren und Abgeordneten aus. Nachdem das Repräsentantenhaus einem Entwurf zugestimmt hatte, kam es im Senat zu einem Filibuster (Dauerreden) von Senatoren, die sich gegen das Gesetz wandten. Eine Verabschiedung wurde daraufhin erneut in Frage gestellt. Der Präsident bekräftigte jedoch weiterhin seine Unterstützung des Gesetzes. Auf seine Initiative wurde mithilfe der demokratischen Senatoren Mike Mansfield und Hubert H. Humphrey (Johnsons späterer Vizepräsident) sowie des Republikaners Everett Dirksen das Dauerreden durch ein Votum des Plenums beendet. Nach den umfangreichen Beratungen passierte die Vorlage die Kongresskammer und trat, nachdem sie Johnson im Rahmen einer Zeremonie am 2. Juli 1964 unterzeichnet hatte, in Kraft. Der Civil Rights Act of 1964 gilt als das bedeutendste US-Bundesgesetz zur Gleichstellung schwarzer Bürger und hatte nachhaltige Auswirkungen auf viele Bereiche des Lebens. Afroamerikaner konnten nun in die gleichen Restaurants, Schwimmbäder oder Läden gehen, afroamerikanische Kinder konnten fortan dieselben Schulen besuchen wie Weiße.
Das Bürgerrechtsgesetz verbesserte die Lage der schwarzen Bevölkerung in erheblichem Maße, hob aber nicht die Diskriminierungen afroamerikanischer Wähler auf. Aus diesem Grund schlug die Bürgerrechtsbewegung unter Martin Luther King Anfang des Jahres 1965 ein umfassendes Wahlrechtsgesetz vor. Johnson stand diesem Vorhaben zunächst skeptisch gegenüber, da er die Verabschiedung eines zweiten Bürgerrechtsgesetzes binnen eines Jahres im Kongress für unrealistisch hielt. Daraufhin kam es, besonders in Städten des Südens, zu zahlreichen überwiegend friedlichen Kundgebungen von Schwarzen. Johnson hatte dem Wunsch entsprochen, diese Protestmärsche der Schwarzen durch Bundestruppen zu schützen. Nach mehreren Demonstrationen setzte beim Präsidenten in Sachen Wahlrechtsgesetzgebung ein Umdenken ein. In einer seiner bekanntesten Reden vor dem Kongress 15. März 1965 forderte er die Legislative auf, ein Wahlrechtsgesetz zu beschließen:

“But even if we pass this bill, the battle will not be over. What happened in Selma is part of a far larger movement which reaches into every section and state of America. It is the effort of American Negroes to secure for themselves the full blessings of American life. (…) Their cause must be our cause too. Because it is not just Negroes, but really it is all of us, who must overcome the crippling legacy of bigotry and injustice. And we shall overcome.”

„Aber selbst wenn wir dieses Gesetz verabschieden, wird der Kampf nicht beendet sein. Was in Selma geschah, ist Teil einer weit größeren Bewegung, die bis in den letzten Winkel jedes amerikanischen Bundesstaates reicht. Es ist das Bemühen amerikanischer Neger, sich alle Segnungen des amerikanischen Lebens zu sichern. (…) Ihr Anliegen muss auch unser Anliegen sein. Weil es nicht nur Neger, sondern wir alle sind, die die verkrüppelnde Hinterlassenschaft von Bigotterie und Ungerechtigkeit überwinden müssen. Und wir werden sie überwinden.“

Im Sommer des Jahres wurde der von der Johnson-Regierung vorgeschlagene Entwurf mit großer Mehrheit angenommen; der Präsident unterzeichnete den Voting Rights Act am 6. August 1965. Mit dem neuen Gesetz waren fortan Lese- und Schreibtests als Voraussetzung für die Wählerregistrierung unzulässig, und es wurde eine Aufsicht der Bundesregierung für die Registrierung von Wählern in Bundesstaaten und Wahlbezirken, in denen solche Tests bisher angewandt worden waren, vorgesehen. Afroamerikaner, die so bislang davon abgehalten worden waren, sich in den Wählerregistern eintragen zu lassen, hatten damit erstmals eine Alternative zu einer Klage vor Gericht. Das Gesetz sah darüber hinaus vor, dass an Orten, an denen eine gewisse Wahrscheinlichkeit für Diskriminierung beim Wahlakt bestand, von der US-Bundesregierung berufene Wahlbeobachter tätig sein konnten. Der Voting Rights Act wirkte schnell. Innerhalb kurzer Zeit verdoppelte sich die Zahl der registrierten Wähler in den Südstaaten, weil viele Schwarze sich als Wähler neu registrieren ließen. Ein Drittel der Registrierungen wurde von Bundesbeamten durchgeführt.
Johnson war für die parteipolitischen Folgen keineswegs blind. So sagte er nach der Unterzeichnung des Gesetzes zu Regierungsvertretern und weiteren Personen in seinem Umfeld, dass durch dieses Gesetz die Unterstützung der Demokratischen Partei in den Südstaaten verloren gehen werde (siehe auch: Bürgerrechtsbewegung). Gegenüber dem ehemaligen Berater John F. Kennedys, Ted Sorensen, erklärte Johnson: „Ich weiß, dass die Risiken groß sind und wir den Süden vielleicht verlieren werden, aber diese Arten von Staaten werden wir vielleicht sowieso verlieren“. In der Tat wurden die Südstaaten seit den 1960ern eher zu einem Lager der Republikaner bei den Präsidentschaftswahlen. Selbst in Texas gab es nur 1968 und 1976 einen Sieg der Demokratischen Partei.
Durch den Civil Rights Act von 1968 wurde diese Gesetzgebung nochmals erweitert. Das Gesetz erklärte unter anderem Folgendes für illegal: die Weigerung, einer Person eine Wohnung oder ein Haus aus Gründen der Rasse, der Hautfarbe, der Religion oder der Nationalität zu vermieten oder zu verkaufen, eine unterschiedliche Behandlung einer Person bei den Bedingungen der Vermietung oder des Verkaufs, das Anzeigen eines Miet- oder Kaufobjekts unter Hinweis auf Diskriminierung(en) oben genannter Art; Zwang, Drohung und Einschüchterung oder Einflussnahme auf die Nutzung der Miet- und Kaufrechte sowie Maßnahmen gegen Personen oder Organisationen, die die Nutzung dieser Rechte unterstützen. Der Präsident versuchte bereits vor 1968 zweimal, ein Gesetz mit ähnlichem Inhalt durch den Kongress zu bringen; dies gelang ihm aber nicht. Erst nach der Ermordung Martin Luther Kings im April 1968 und den darauf folgenden Rassenunruhen stimmte der Kongress zu. Johnson unterzeichnete den Civil Rights Act of 1968 am 11. April 1968.
1967 wurde von Johnson mit der Zustimmung des Senats der Richter Thurgood Marshall zum ersten afroamerikanischen Richter am Obersten Gerichtshof der Vereinigten Staaten ernannt. Die Ernennung ist von einem bedeutenden Zitat Johnsons geprägt:

“The right thing to do, the right time to do it, the right man and the right place.”

„Das Richtige zu tun, die richtige Zeit dafür, der richtige Mann und der richtige Ort.“

Johnson war außerdem der erste US-Präsident, der einen Schwarzen zum Minister in seinem Kabinett ernannte. Der Afroamerikaner Robert C. Weaver bekleidete ab Januar 1966 das von Johnson neu geschaffene Amt des US-Bauministers.
Das Verhältnis zwischen dem Präsidenten und führenden Figuren der Bürgerrechtsbewegung wie Martin Luther King blieb jedoch nicht dauerhaft positiv. Außenpolitisch geriet der Vietnamkrieg mehr und mehr in den Vordergrund, gegen den sich eine wachsende Zahl der Bürger wendete. Nach anfänglichem Zögern kritisierte King den Präsidenten zunehmend für seine Außenpolitik. Johnson wies dies stets entschieden zurück und distanzierte sich immer weiter von dem Bürgerrechtler. Er änderte zwar nicht seine grundsätzliche Haltung, Afroamerikanern müssten gleiche Rechte und Chancen eingeräumt werden, jedoch betrachtete er Kings Äußerungen zu außenpolitischen Themen zunehmend als Belastung, sodass King de facto zur unerwünschten Person im Weißen Haus wurde. Nach Kings Ermordung lobte Johnson dennoch dessen Verdienste.

#### Bekämpfung von Armut

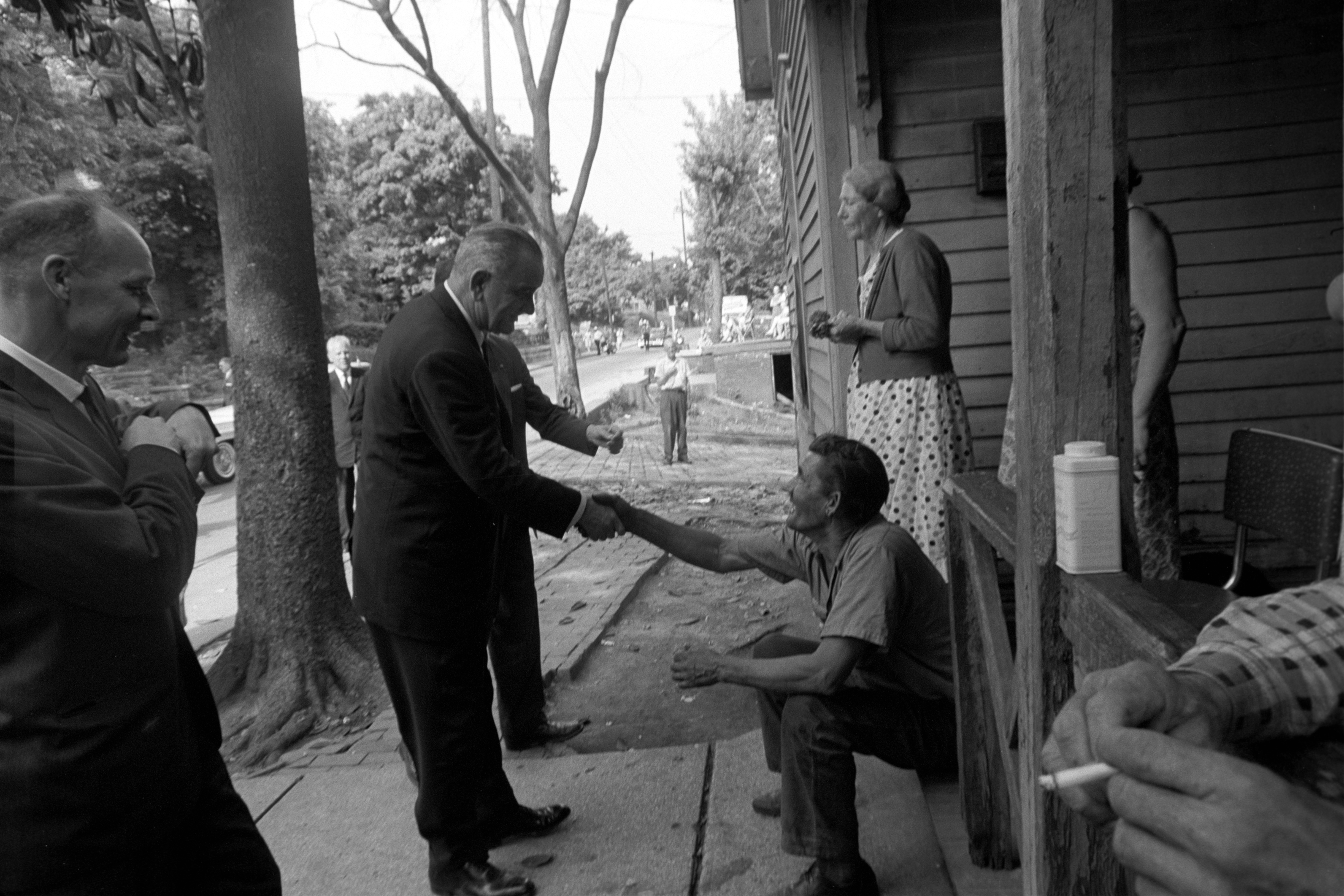
Präsident Johnson bei seiner Reise durch Armenviertel im Mai 1964

Johnson kündigte kurz nach seinem Amtsantritt an, dass er gegen die wachsende Armut im Land vorgehen wolle und alle möglichen Maßnahmen zu ergreifen versuche, dieser negativen Entwicklung ein Ende zu bereiten. Das Programm mit dem Namen „War on poverty“ (Krieg gegen die Armut) kündigte er bereits 1964 vor dem Kongress an; es bildete neben den Bürgerrechtsgesetzen das Kernstück seines Great Society-Programms. Johnson sah die zunehmende Armut und Verwahrlosung der Betroffenen als eines der größten nationalen Probleme. Oftmals begründete Johnson, der in sehr ärmlichen Verhältnissen aufgewachsen war, sein Engagement in diesem Bereich mit seiner eigenen Kindheit. Bei seiner Ansprache vor der Plenarsitzung des Kongresses am 15. März 1965 hielt der Präsident eine seiner bekanntesten Reden:

„Meine erste Stellung nach dem College war die eines Lehrers in Cotulla, Texas, in einer kleinen mexikanisch-amerikanischen Schule … Was Armut und Hass anrichten können, vergisst man wohl nicht mehr, wenn man ihre Narben im hoffnungsvollen Gesicht eines Kindes gesehen hat … Damals, im Jahr 1928, kam mir nicht einmal in meinen kühnsten Träumen der Gedanke, dass ich 1965 hier stehen und die Chance bekommen würde, den Söhnen und Töchtern dieser Schüler und Menschen wie ihnen im ganzen Lande zu helfen. Aber jetzt habe ich diese Chance – und ich möchte Ihnen ein Geheimnis verraten: Ich bin entschlossen, sie zu nutzen.“

Während Trumans und Eisenhowers Präsidentschaften war die Zahl der unter der Armutsgrenze lebenden Bürger stetig leicht zurückgegangen, unter Kennedy stieg die Anzahl jedoch wieder an, auch wenn Kennedy bekannt gab, entsprechende Maßnahmen ergreifen zu wollen. Als Johnson die Präsidentschaft übernahm, lebten nach offiziellen Angaben 23 Prozent der Bevölkerung unter der Armutsgrenze.
Nachdem Johnson sechs Monate im Amt war, wurde eine neue Behörde, die Community Action Agency (CAA), gegründet. Die CAA rief von nun an soziale Programme ins Leben und stellte die Möglichkeit der staatlichen Finanzhilfe in Aussicht sowie die Möglichkeit zur Vermittlung eines Arbeitsplatzes, die der unter Armut leidenden Bevölkerung helfen sollte. Jährlich wurden hier über eine Milliarde Dollar zur Verfügung gestellt.
Als Johnson im Januar 1969 das Oval Office verließ, war die Zahl der unter der Armutsgrenze lebenden Bürger von 23 Prozent auf 13 Prozent gesunken. Dies war die größte Senkung der Armutszahlen im Laufe einer Amtszeit eines Präsidenten.

#### Bildungs- und Gesundheitspolitik

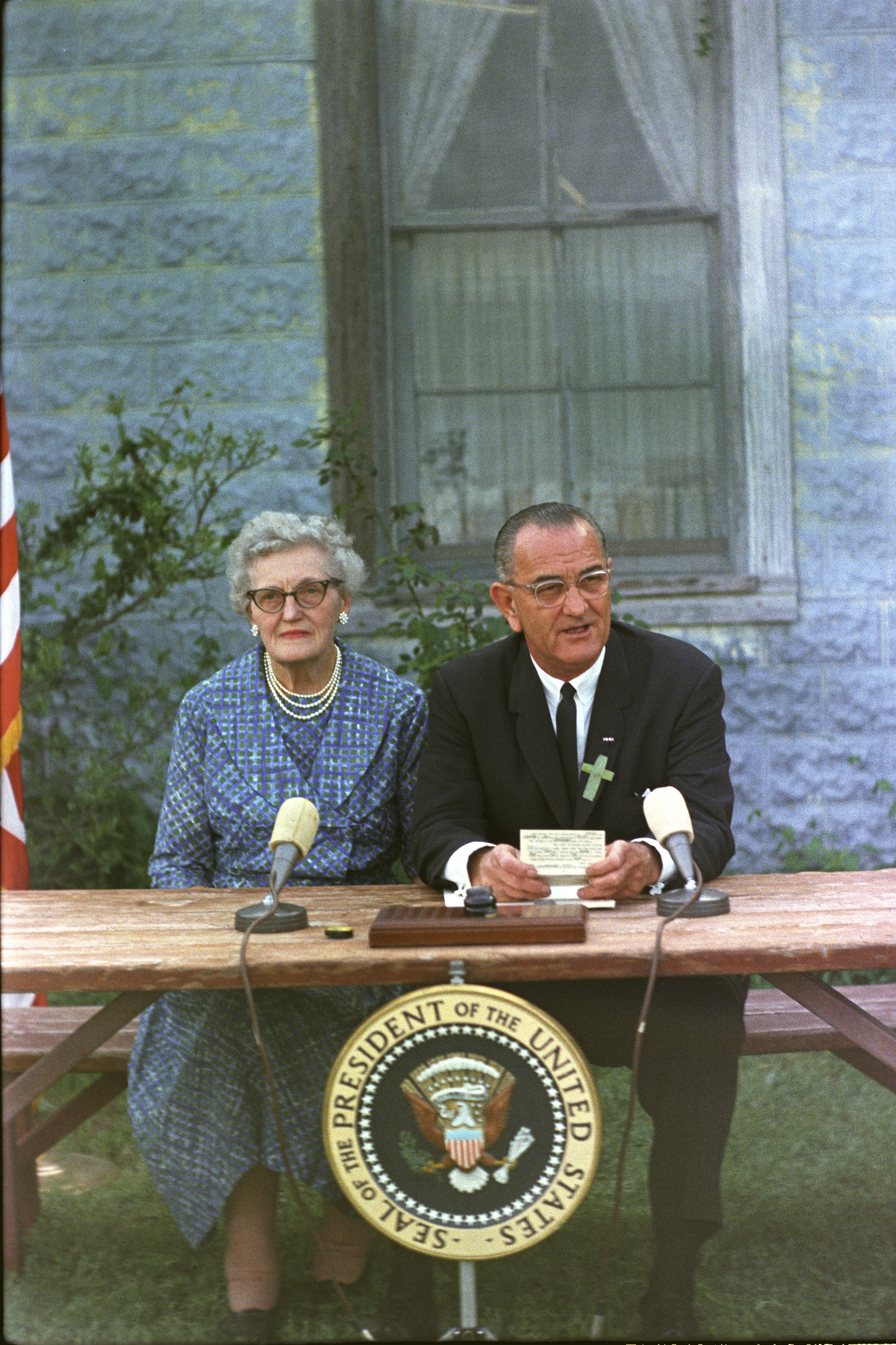
Lyndon B. Johnson bei der Zeremonie zur Unterzeichnung des Elementary and Secondary Education Act an seiner ehemaligen Schule mit einer seiner früheren Lehrerinnen

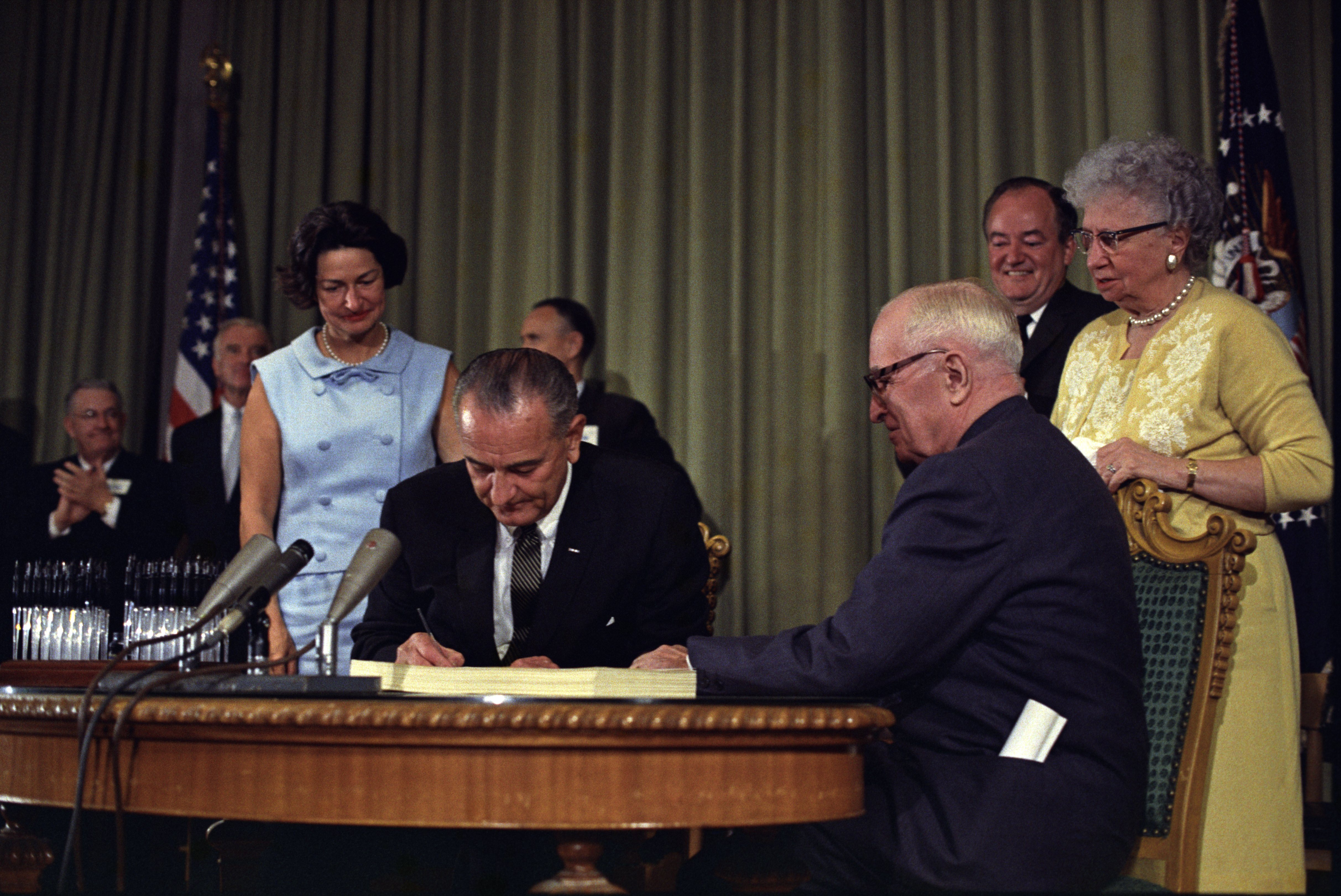
Johnson unterschreibt den Social Security Act of 1965, rechts im Bild Ex-Präsident Harry S. Truman

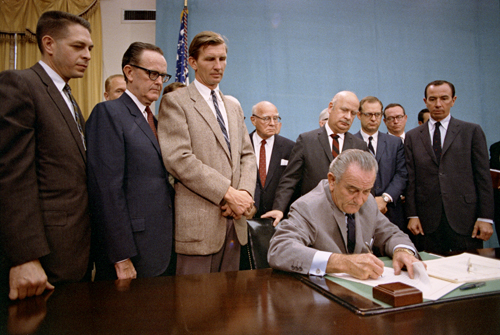
Unterzeichnung des Gun Control Acts am 22. Oktober 1968

Ein weiterer wesentlicher Part von Johnsons Innenpolitik waren die Themen Bildung und Gesundheit. In den Jahrzehnten vor Johnsons Präsidentschaft wurde von Innenpolitikern beobachtet, dass das Schulsystem der USA zunehmend den wachsenden Anforderungen nicht gerecht werde. Oftmals waren Klassenzimmer überfüllt und die Qualität des Unterrichts gering. Kennedy versuchte im Jahr seines Amtsantritts (1961), einen Gesetzesentwurf durch den Kongress zu bringen, der höhere Bildungsausgaben vorsah; der Entwurf scheiterte. 1964 griff Johnson das Bildungsproblem erneut auf und warb für ein Gesetz, das Reformen in der Bildungspolitik vorsah. Johnson erarbeitete mit einem Sonderausschuss ein Gesetz; es wurde am 12. Januar 1965 dem Kongress vorgelegt. Johnson argumentierte, dass ohne dieses Gesetz eine angemessene Schulausbildung nicht möglich sei, was bei vielen jungen Menschen zwangsläufig in Perspektivlosigkeit münde, worunter später das gesamte Land zu leiden habe. Im April passierte der Elementary and Secondary Education Act den Kongress. Es ermöglichte der Regierung erhebliche Finanzmittel in Bildung zu investieren. Unter anderem zählten hierzu die kostenlose Versorgung mit Schulbüchern, die Schaffung von Teilzeitklassen sowie eine höhere Bezahlung der Lehrer. Gemeindeweite Organisationen sollten Möglichkeiten schaffen, beispielsweise verschiedene Sonderkurse, die in den normalen Schulen nicht angeboten werden konnten. In der Tat konnte durch diese Initiative eine maßgebliche Verbesserung des Bildungssystems erzielt werden. Am 11. April 1965 lag das Gesetzespapier auf Johnsons Wunsch schneller zur Unterzeichnung vor als in den üblichen zehn Tagen nach Billigung durch den Kongress. Johnson unterschrieb den Elementary and Secondary Education Act auf dem Campus seiner eigenen Schule in Stonewall, Texas im Beisein einer ehemaligen Lehrerin aus seiner eigenen Schulzeit.
Am 30. Juli 1965 unterzeichnete Johnson den Social Security Act of 1965 in Independence (Missouri) im Beisein von Harry S. Truman. Dieser hatte während seiner Präsidentschaft (1945 bis 1953) ein ähnliches Gesetz schaffen wollen, war damit jedoch im Kongress gescheitert. Johnson erinnerte damit an Trumans Verdienst um das endlich zustande gekommene Gesetz, das die bereits 1935 eingeführte Sozialversicherung erweiterte. Der neu eingeführte steuer- und beitragsfinanzierte Gesundheitsschutz umfasste zum einen Medicare, eine öffentliche und bundesstaatliche Krankenversicherung überwiegend für Rentenbezieher ab einem Alter von 65 Jahren, und zum anderen die nur aus Steuern des Bundes, der Bundesstaaten und der Gemeinden finanzierte Medicaid, eine Krankenfürsorge für besonders bedürftige Menschen.

#### Städtische Ausschreitungen und Waffenkontrollgesetz
Während Johnsons Präsidentschaft, jedoch auch danach, kam es in zahlreichen Städten der USA zu Ausschreitungen, insbesondere zu Rassenunruhen. Erste begannen bereits im Jahr 1964 in New York City. Sie nahmen vor allem nach der Ermordung Martin Luther Kings am 4. April 1968 erheblich zu. Bei einigen Ausschreitungen mussten auch die Nationalgarden der Bundesstaaten die Ordnung wiederherstellen, vor allem bei den Rassenunruhen in Detroit 1967. Der Mordanschlag auf King, die inoffizielle Führungsperson des Civil Right Movements, beeinflusste auch einige Gesetze von Johnson, wie den Civil Rights Act of 1968, die die Lage der Afroamerikaner weiter verbessern sollten. Im Sommer 1968 berief Johnson unter Vorsitz von Otto Kerner, dem Gouverneur von Illinois, die „Kerner Kommission“ ein, um die Vorfälle der Ausschreitungen untersuchen zu lassen.
Am 22. Oktober 1968 unterzeichnete Johnson den Gun Control Act (Schusswaffenkontrollgesetz), eines der umfassendsten Waffenkontrollgesetze in der Geschichte der USA. Das Gesetz erlaubte mehr staatliche Kontrolle im Waffenverkauf. Diese Gesetzgebung war neben den bürgerkriegsartigen Zuständen in verschiedenen Städten von den Morden an Martin Luther King und Robert Kennedy beeinflusst worden.

#### Umweltpolitik
In einer Zeit, in der Umweltpolitik nur ein Randthema war, waren der Präsident und sein Innenminister Stewart Udall ungewöhnlich progressiv. So verabschiedete Johnson den Water Quality Act, ein Gesetz, das die Qualität der Gewässer in den Vereinigten Staaten gewährleisten sollte. Er unterschrieb das Gesetz am 2. Oktober 1965. Der Clean Air Act machte die Luftreinheit erstmals zu einem maßgeblichen Aspekt der Industrie- und Energiepolitik. In der Amtszeit Johnsons wurde unter dem Eindruck von Rachel Carsons Buch Der stumme Frühling und Udalls Erwiderung The Quiet Crisis der Grundstein für den Artenschutz auf Bundesebene gelegt und der Endangered Species Act vorbereitet. Wenig später, am 22. Oktober 1965, wurde der Highway Beautification Act angenommen, der eine Verschönerung des Highwaynetzes vorsah, das unter Präsident Eisenhower gebaut worden war. Am 2. Oktober 1968 unterschrieb Johnson den Wild and Scenic Rivers Act, der neben dem Schutz von Flüssen auch die Neuansiedlung von Wild in Flussnähe vorsah. Präsident Johnsons Frau Lady Bird Johnson gilt als einflussreich in der Ausweisung großflächiger Nationalparks und anderer Naturschutzgebiete sowie historischer Gedenkstätten. In seiner Amtszeit wurden vier Nationalparks, sechs National Monuments, acht National Sea- und Lakeshores, neun National Recreation Areas, 20 National Historic Sites eingerichtet sowie 56 National Wildlife Refuges des United States Fish and Wildlife Service gewidmet.

#### Rechte der Indianer

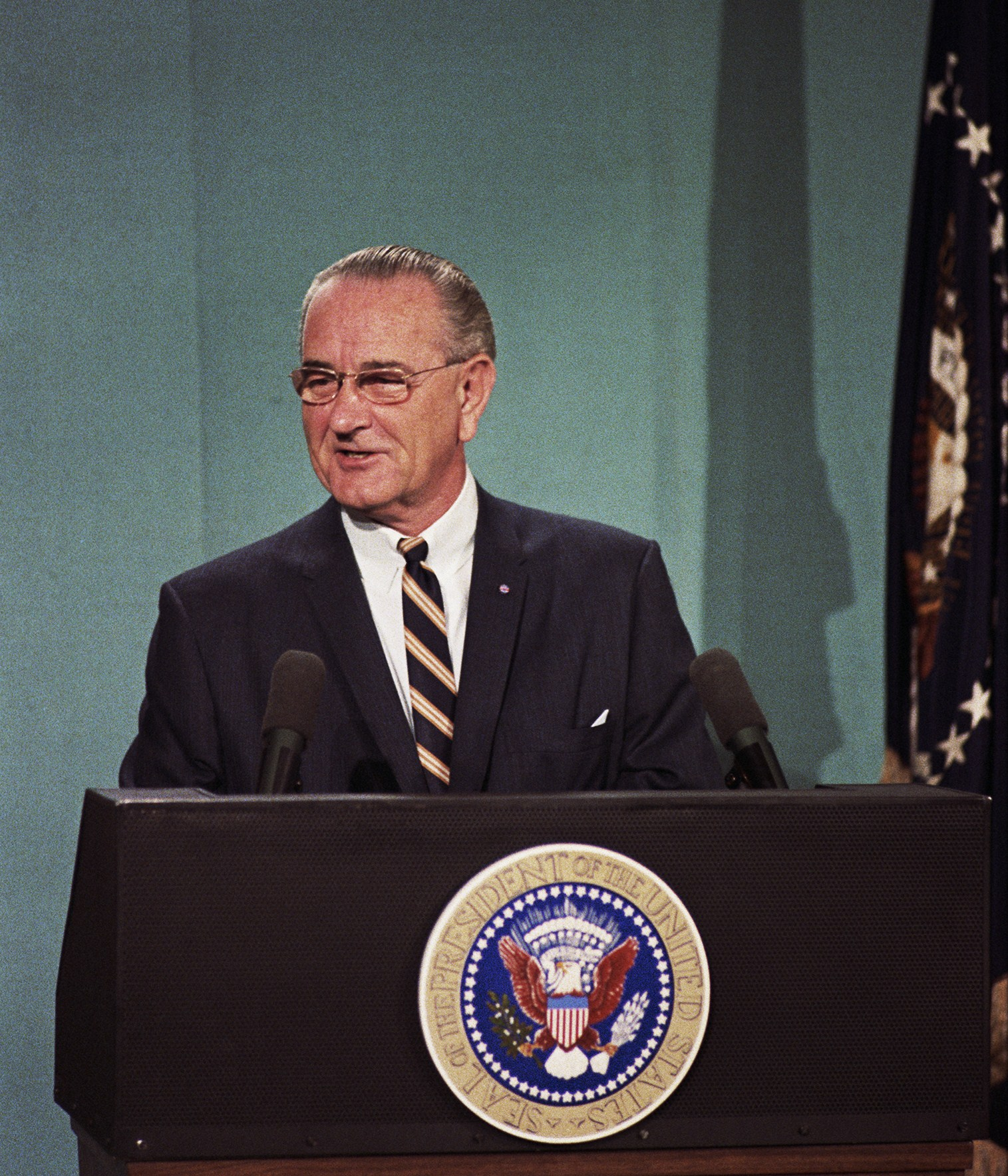
Johnson im Dezember 1967

Bereits Kennedy hatte mit Innenminister Stewart Lee Udall und Philleo Nash (1961–1966) als Indian commissioner zwei Politiker berufen, die den Interessen der über 500 Indianerstämme der USA nahestanden. Johnson setzte diese Politik fort. Die am 16. Mai 1967 eingebrachte Indian Resources Development Bill, die ökonomische Autonomie unter Beibehaltung der kollektiven Rechte der Stämme garantieren sollte, scheiterte jedoch am Widerstand der indianischen Vertreter. Sie sahen im zuständigen Bureau of Indian Affairs nach dessen langjähriger Politik der Termination keinen vertrauenswürdigen Garanten für ihre kollektiven Landrechte. 1968 gelang einem der Stämme, die Opfer der US-Indianerpolitik vor Kennedy geworden waren, ein Erfolg vor dem Obersten Gerichtshof. Im Fall Menominee Tribe v. United States entschied das Gericht, dass trotz dieser Politik der Auflösung der Stämme die Fisch- und Jagdrechte nur dann aufgelöst seien, wenn diese Auflösung ausdrücklich Inhalt eines Rechtsspruchs sei, nicht einfach aufgrund eines Gesetzes oder Erlasses. Dieser Rechtsspruch aber bedürfe einer Begründung. Folgerichtig blieb diese für die Subsistenzwirtschaft vieler indigener Gruppen wichtige Grundlage des Lebensunterhalts erhalten. Die Auswirkungen dieses Gesetzes sind bis nach Kanada und Australien spürbar. Zwar gestand die Regierung den Stämmen mehr Souveränitätsrechte zu, doch wollte man unter allen Umständen erreichen, dass die allgemeinen Rechte aus der Bill of Rights auch dort Gültigkeit behielten, wo eine indianische Gesetzgebung einzog. Dies sollte der Indian Civil Rights Act von 1968 gewährleisten.
Auf der Linie Johnsons lag eher die Bekämpfung der Armut. Auf seine Weisung entstand 1968 ein National Council on Indian Opportunity, dessen Vorsitz Vizepräsident Hubert Humphrey übernahm. Im Wahlkampf von 1968 spielte das Thema der indigenen Rechte allerdings bereits keine Rolle mehr, da auch Richard Nixon das Ende der Termination-Politik verlangte.

#### Infrastruktur und Erschließung des Westens
In der Amtszeit Johnsons wurde der Bau des Interstate Highway Systems massiv vorangetrieben. Die Baumaßnahmen sollten einerseits die Verkehrsverbindungen auch in dünn besiedelten Gebieten verbessern und andererseits als Arbeitsbeschaffungsmaßnahmen dienen. Von großen Planungen für Bewässerungssysteme im Westen der Vereinigten Staaten wurde nur das Central Arizona Project verwirklicht. Es sollte die Landwirtschaft in den Wüsten und Halbwüsten Arizonas fördern. Damit verbunden war der Bau von Kraftwerken, die der Versorgung der wenig erschlossenen Region und der Ansiedlung von Industrie dienen sollten.

#### Wissenschaft und Kultur
In der Kulturpolitik begründete er die Förderprogramme National Endowment for the Arts für Kunst und Kultur sowie das National Endowment for the Humanities zur Förderung der Geisteswissenschaften.

#### Einwanderungsgesetz
Am 3. Oktober 1965 unterzeichnete Johnson auf Liberty Island, jener Insel im Hafen von New York, auf der sich die Freiheitsstatue befindet, den Immigration and Naturalization Services Act of 1965, der die bis dahin gültigen Quotenregelungen der Einwanderung ablöste und durch zum Teil liberalere Bestimmungen ersetzte. Das Gesetz vereinfachte vor allem die Bestimmungen für Einwanderer aus Afrika und Asien. Bis zur Verabschiedung dieses Gesetzes war die Einwanderung in die USA, mit Ausnahme der Einwanderung aus Mittel- und Südamerika, durch Quotenregelungen größtenteils auf Einwanderer aus europäischen Ländern begrenzt. Bisher waren die Einwanderungsbestimmungen gegenüber China immer besonders streng gewesen. Zu einer wirklichen Öffnung der Vereinigten Staaten für chinesische Migranten kam es erst nach dem Immigration and Naturalization Services Act of 1965. Das Gesetz begrenzte auch erstmals die Einwanderung aus den Ländern Mittel- und Südamerikas, die von den alten Einwanderungsgesetzen nicht erfasst waren. Unter den Präsidenten Gerald Ford und Jimmy Carter folgten 1976 und 1978 weitere Änderungen, wobei die Zahl der Visa auf höchstens 20.000 jährlich pro Land festgelegt wurde.

#### Raumfahrt

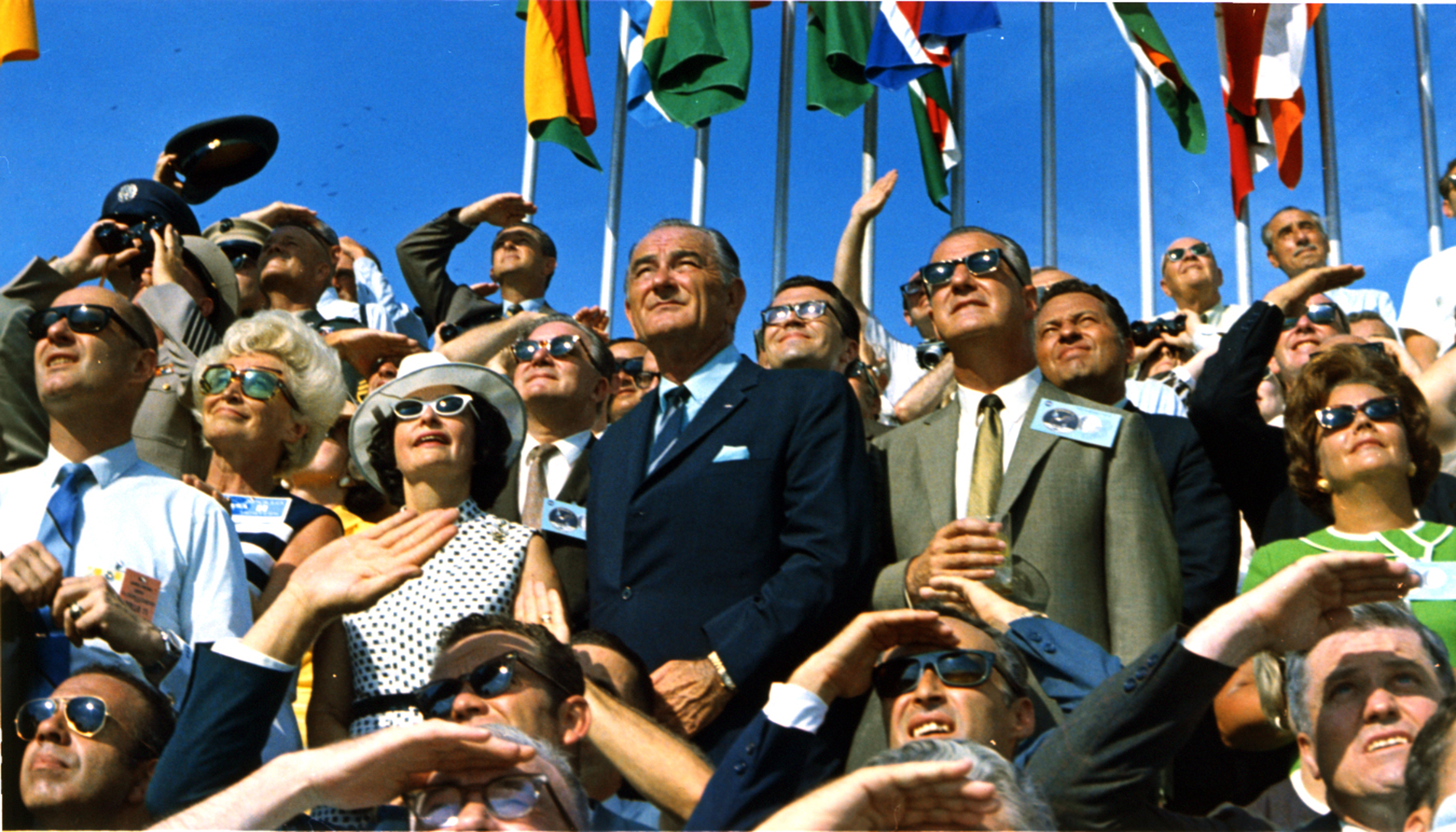
Johnson (Mitte) beobachtet den Start der Apollo-11-Mission zum Mond im Juli 1969 (wenige Monate nach Ende seiner Amtszeit)

Johnsons Vorgänger John F. Kennedy hatte zu Beginn seiner Amtszeit verkündet, das US-Raumfahrtprogramm massiv voranzutreiben. Er erklärte, die USA strebten an, bis Ende der 1960er-Jahre einen Menschen auf den Mond zu bringen und damit das (im Kontext des Kalten Krieges zwischen USA und UdSSR stattfindende) ‚Wettrennen im Weltraum‘ zu gewinnen. Kennedy betraute seinen Vizepräsidenten Johnson mit der Oberaufsicht über dieses Programm. Nach seiner Amtsübernahme 1963 reduzierte Johnson das US-Raumfahrtprogramm nicht. Das von der NASA betriebene Apollo-Programm erprobte Techniken, die für eine Mondlandung wichtig sein würden.
Im Dezember 1968, einen Monat vor Ende der Amtszeit Johnsons, sendete Apollo 8 mit Earthrise ein spektakuläres Farbbild der Erde aus dem All. Präsident Johnson verschickte Kopien dieses Fotos an dutzende Staats- und Regierungschefs. Im Juli 1969, ein halbes Jahr nachdem er das Weiße Haus verlassen hatte, brachte Apollo 11 drei Menschen zum Mond und wieder zurück. Beim Start der Rakete am Cape Canaveral (US-Bundesstaat Florida) waren auch Johnson und sein Nachfolger Richard Nixon anwesend. Ein berühmtes Foto zeigt Johnson mit Nixons Vizepräsident Spiro Agnew während dieses Starts. Zur Würdigung seiner Bemühungen für das US-Raumfahrtprogramm während seiner Präsidentschaft wurde 1973 das Lyndon B. Johnson Space Center im texanischen Houston nach Johnson benannt.

### Außenpolitik

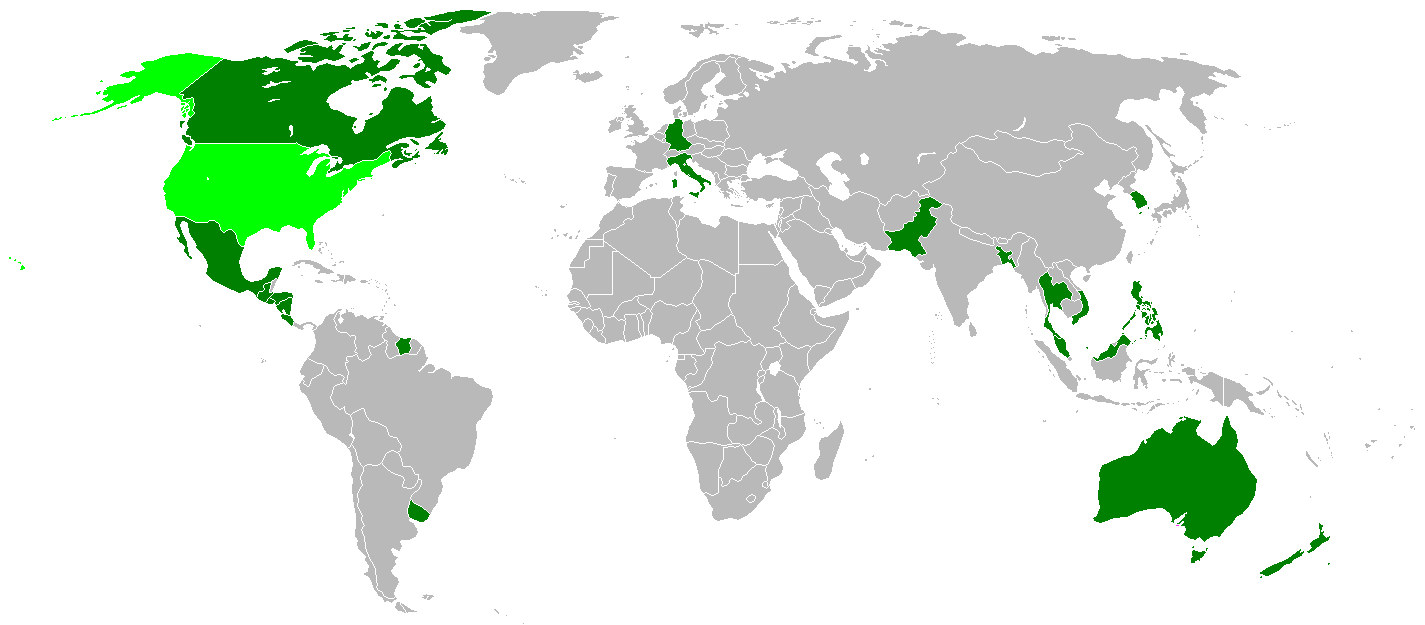
Dunkelgrün gefärbte Länder, die Johnson während seiner Präsidentschaft besucht hatte (hellgrün die USA)

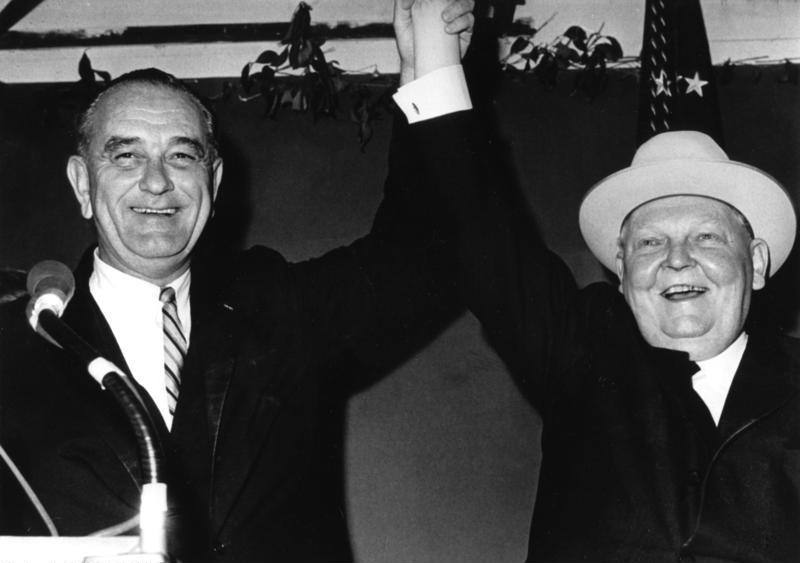
Bundeskanzler Ludwig Erhard (rechts) mit dem amerikanischen Präsidenten Lyndon B. Johnson nach der Überreichung eines Cowboy-Hutes, Dezember 1963

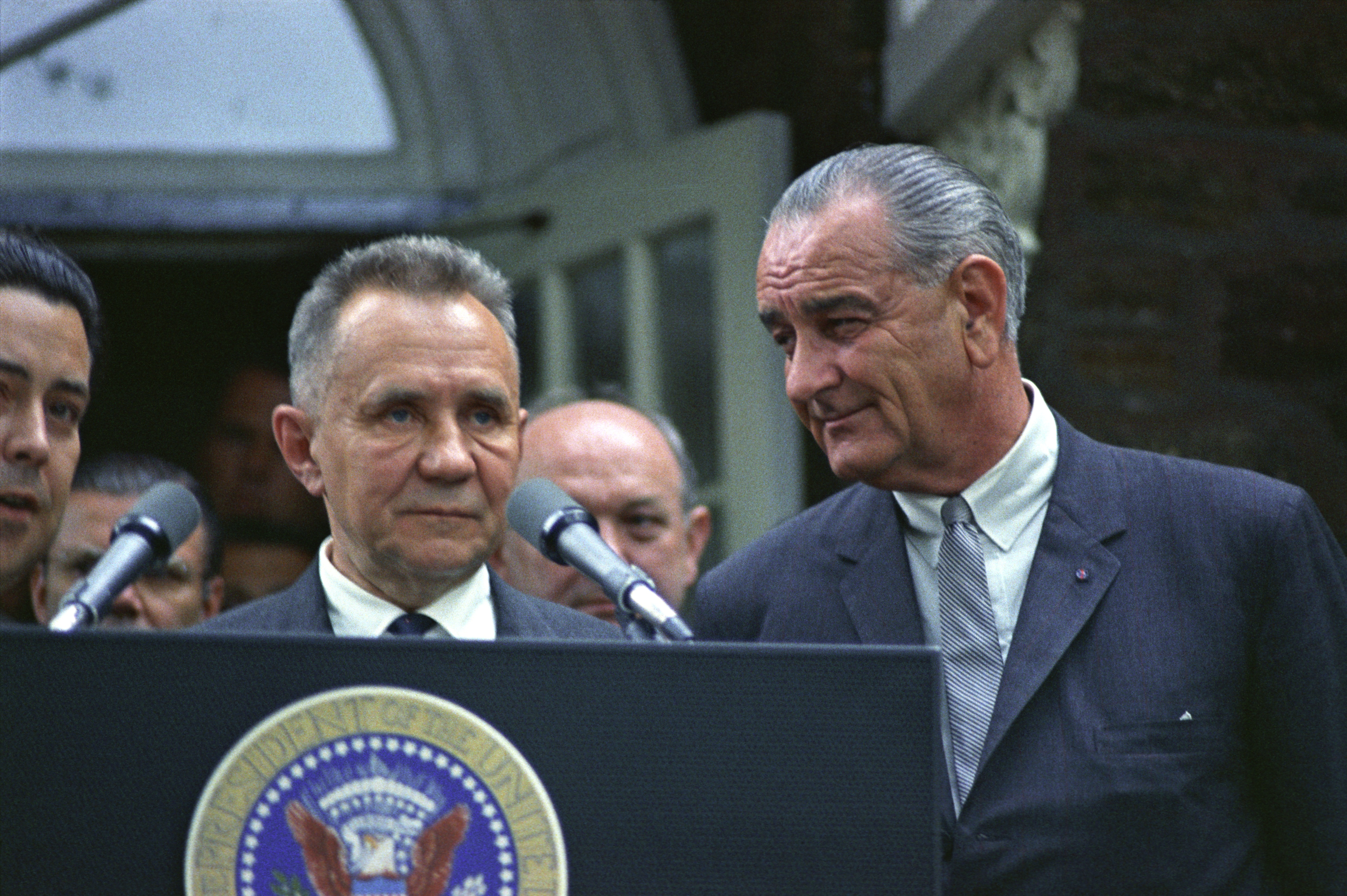
Präsident Johnson (rechts) mit dem sowjetischen Premierminister Alexei Nikolajewitsch Kossygin (links) im Juni 1967 bei der Konferenz von Glassboro, New Jersey

#### Diplomatische Beziehungen
Nachdem er bereits im August 1961 nach dem Mauerbau als Vizepräsident nach Deutschland gereist war, war er vom 23. bis 26. April 1967 in Köln und Bonn zu Gast, wo er an der Beisetzung von Konrad Adenauer teilnahm und Gespräche mit Bundeskanzler Kurt Georg Kiesinger und weiteren Staatsmännern wie Aldo Moro und Charles de Gaulle führte. Mit Kiesinger redete er unter anderem über den Atomwaffensperrvertrag, die Stationierung von US-Truppen in Deutschland, Zoll- und Handelsfragen, und er sagte intensive Konsultationen zu. Bereits im Dezember 1963 empfing Johnson den deutschen Bundeskanzler Ludwig Erhard auf seiner Ranch. Der Besuch geriet vor allem dadurch in die Schlagzeilen, dass der Präsident Erhard einen Cowboy-Hut als Gastgeschenk überreichte, den Erhard unmittelbar aufsetzte.
Johnson bemühte sich darum, die Anfang der 1960er Jahre unter Kennedy begonnene Entspannungspolitik mit der Sowjetunion fortzusetzen. So empfing er im Juni 1967 den sowjetischen Ministerpräsidenten Alexei Nikolajewitsch Kossygin in New Jersey bei der sogenannten Glassboro Summit Conference zu Gesprächen über die weltpolitische Lage und über Abrüstung. Die Konferenz erregte in der Öffentlichkeit höchstes Aufsehen und erhöhte zugleich Johnsons Umfragewerte in den USA.
Am Vormittag des 1. Juli 1968 kam es im Weißen Haus zu einem Treffen der amerikanischen und der sowjetischen Führung sowie weiterer Regierungen zur Unterzeichnung eines Atomwaffensperrvertrages. Dabei wurde zwischen den beiden Großmächten und rund 50 weiteren Nationen die nukleare Abrüstung vertraglich ratifiziert. Des Weiteren wurde vereinbart, dass Staaten, die noch nicht im Besitz von Atomwaffen sind, auch diese nicht erhalten sollen. Während des Kalten Krieges war dies eines der wichtigsten Abkommen zur Vermeidung eines Atomkrieges. Präsident Johnson hatte bereits kurz nach seiner Amtsübernahme in Briefen nach Moskau appelliert, ein solches Abkommen zu treffen.

#### Chicken War
Johnson spielte eine Rolle in dem sogenannten Chicken War Anfang der 1960er Jahre. Frankreich und Deutschland hatten eine Steuer für Geflügel aus den USA eingeführt. Nachdem diplomatische Verhandlungen zu keinem Ergebnis geführt hatten, wurde am 4. Dezember 1963, zwei Wochen nach Johnsons Amtsantritt, auf Bestreben Präsident Johnsons ebenfalls eine Steuer für Waren aus Europa eingeführt. Diese Steuer betraf jedoch auch Automobile aus Deutschland, insbesondere den VW T1, wodurch in den darauffolgenden Jahren weniger deutsche Autos in die Vereinigten Staaten eingeführt wurden.

#### Intervention in der Dominikanischen Republik (1965)
Am 24. April 1965 versuchten Anhänger des im September 1963 gestürzten Präsidenten der Dominikanischen Republik Juan Bosch, vom autokratischen Regime enttäuschte Offiziere und linke Gruppierungen einen Putsch zu initiieren. Die amerikanische Botschaft in Santo Domingo setzte panische Telegramme nach Washington ab und malte die Gefahr einer blutigen Machtergreifung durch Kommunisten an die Wand. Johnson entsandte als Reaktion ab dem 28. April im Rahmen der Operation Power Pack eine Invasionsstreitmacht von 22.000 Soldaten in die Dominikanische Republik. Erst nach Beginn der militärischen Operation suchte er die Kommunikation mit der Organisation Amerikanischer Staaten (OAS). Johnson begründete die Invasion am 2. Mai gegenüber der Öffentlichkeit, indem er die Abwehr kommunistischer Umstürze in der westlichen Hemisphäre zu seiner Doktrin erhob. In Lateinamerika erfuhr er wegen seines weitgehend unilateralen Vorgehens starke Kritik. Die Johnson-Doktrin begründete mit der Operation Power Pack zwar die erste offene Militärintervention der Vereinigten Staaten auf dem amerikanischen Kontinent seit über 30 Jahren, aber sie stellte eigentlich keinen Richtungswechsel in der Außenpolitik Washingtons in dieser Region dar. Seit dem Ende des 19. Jahrhunderts betrachteten die Vereinigten Staaten den Kontinent Amerika als ihre ureigene Einflusssphäre.

#### Sechstagekrieg
Der Sechstagekrieg im Juni 1967 steht ebenfalls als ein Stellvertreterkrieg im Kontext des Kalten Krieges, wenngleich die Vereinigten Staaten militärisch nicht daran beteiligt waren. Jedoch wurde Israel von den USA unterstützt, während Ägypten, der Irak, Jordanien und Syrien die Unterstützung der UdSSR erhielten. Nach dem sechstägigen Krieg, den Israel gewann, wurde erstmals der 1963 eingerichtete Heiße Draht benutzt. Der sowjetische Ministerpräsident Kossygin verlangte dabei umgehend Präsident Johnson am Apparat, da sich ein amerikanisches Aufklärungsschiff, die Liberty, unweit (14 Meilen) der Küste befand, obwohl die USA mitgeteilt hatten, sich den Kampfhandlungen höchstens bis auf 100 Meilen zu nähern. Als Grund dafür wird angegeben, dass es einen Fehler in der Befehlskette gab.
Am 8. Juni 1967 wurde das Beobachtungsschiff von israelischen Streitkräften angegriffen, wobei 34 US-Soldaten ums Leben kamen und 173 verletzt wurden. Nach Angaben der israelischen Regierung handelte es sich um ein Versehen, Johnson machte in einem späteren Briefing Israel den Vorwurf eines bewussten Angriffs, weil das Schiff im Fernmeldeverkehr vom kurz bevorstehenden Angriff aus Syrien sowie von der Hinrichtung gefangener ägyptischer Soldaten gehört hatte. Das Pentagon vereinbarte Stillschweigen über den Vorfall, nach Angabe des damaligen Konteradmirals Lawrence R. Geis wollte Johnson eine Beschämung Israels verhindern.

#### Vietnamkrieg

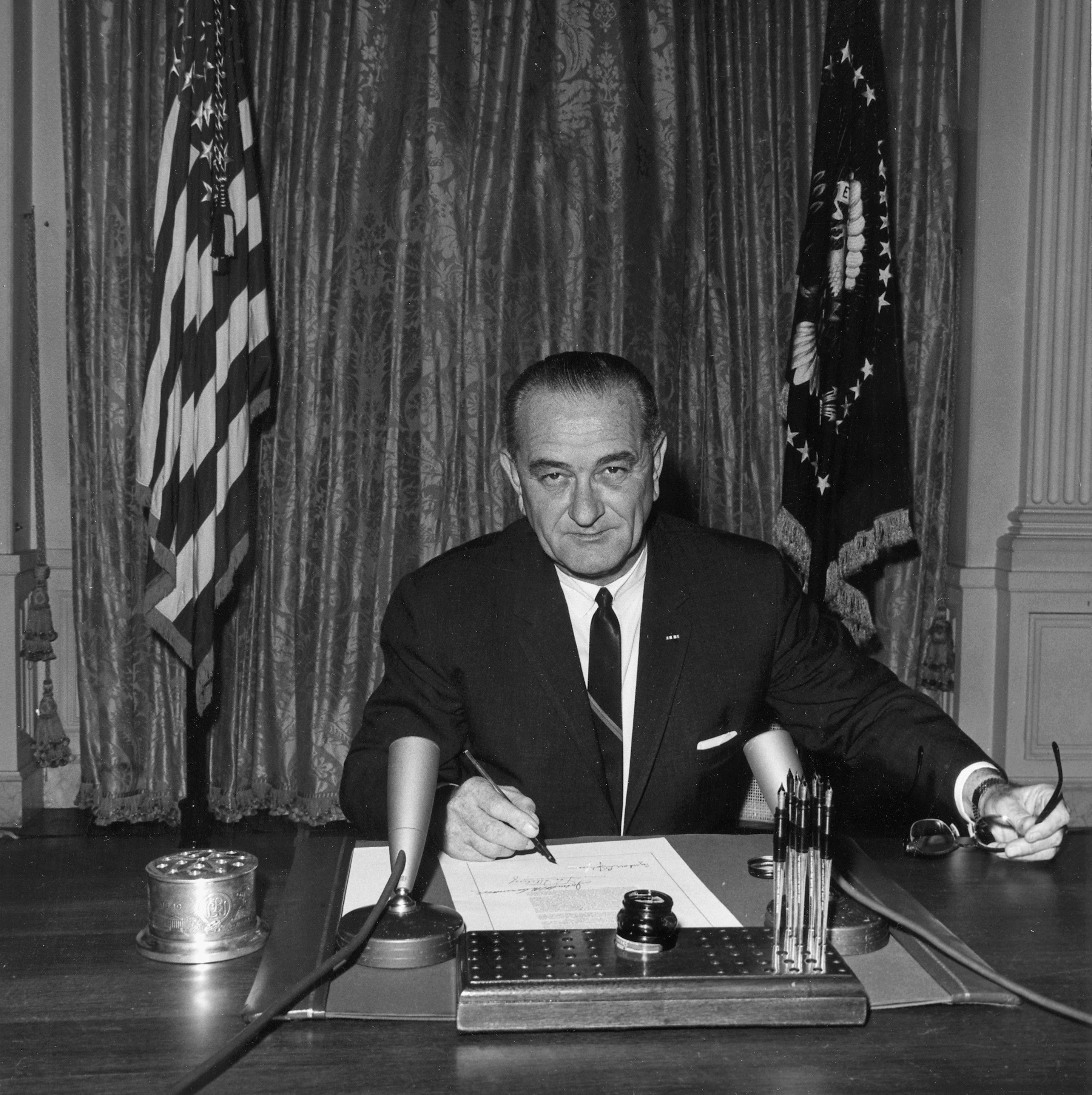
Präsident Johnson unterzeichnet am 10. August 1964 die Tonkin-Resolution

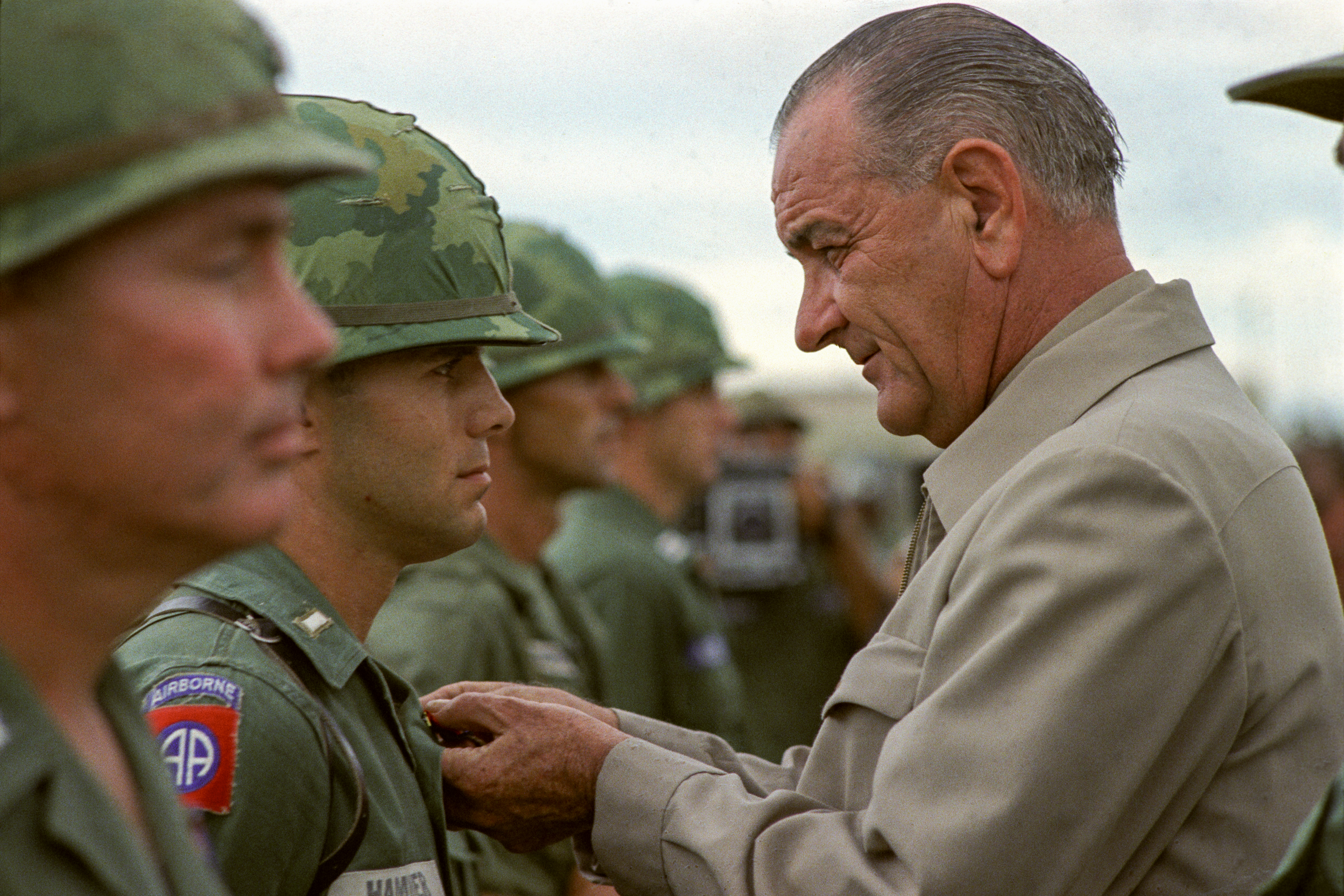
Präsident Johnson besucht in Vietnam amerikanische Soldaten (Oktober 1966)

Im November 1967 empfängt Johnson (rechts) General Westmoreland im Oval Office zu einem Gespräch

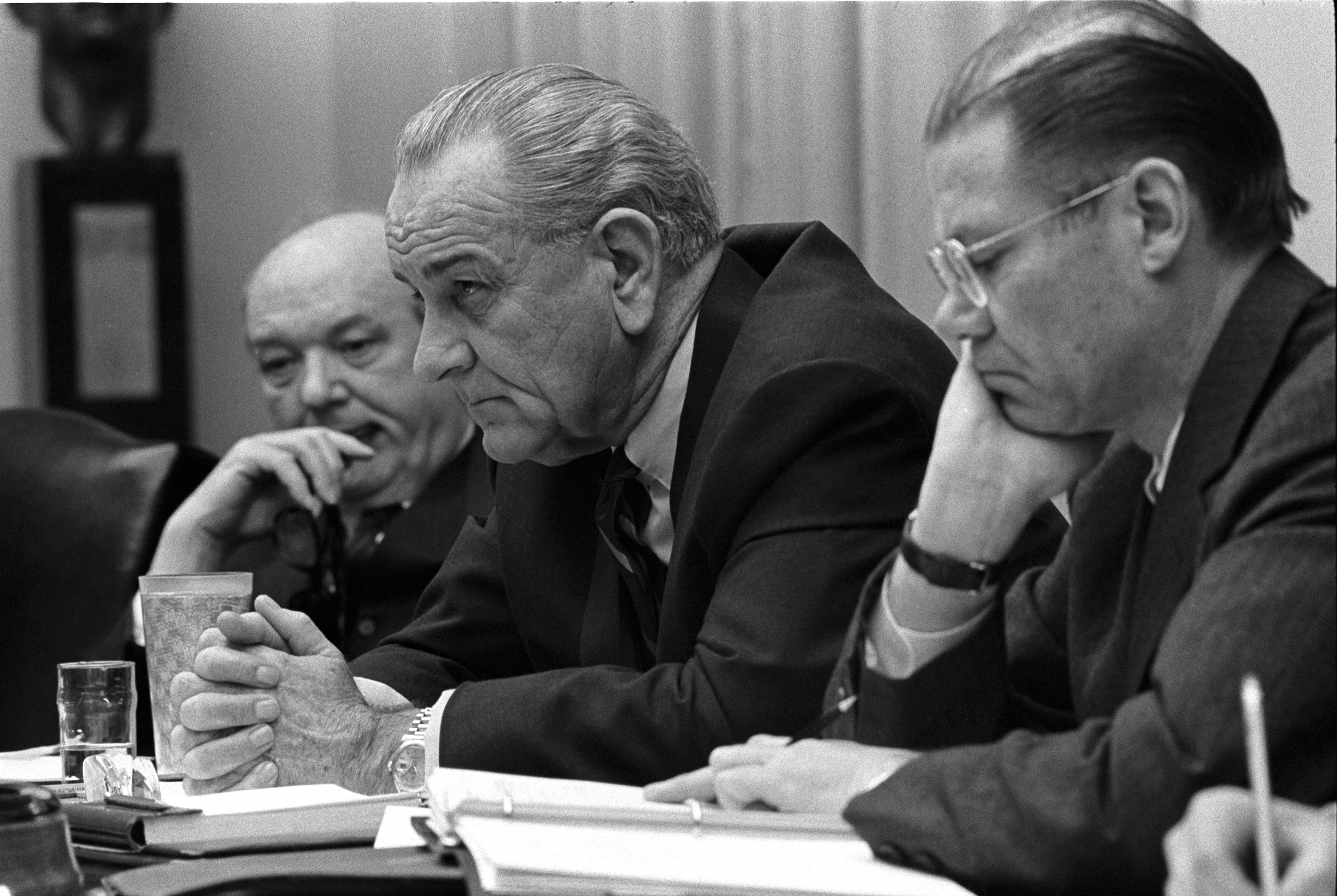
Blick in den Kabinettsraum 1968: Hinten Außenminister Dean Rusk, in der Mitte Präsident Johnson und vorne Verteidigungsminister Robert McNamara

Johnsons Präsidentschaft war vom Vietnamkrieg entscheidend geprägt. Schon unter seinen Vorgängern Eisenhower (1953–1961) und John F. Kennedy waren Militärberater der Streitkräfte bei der Armee der Republik Vietnam in Südvietnam tätig gewesen. Seit 1954 war Vietnam in einen kommunistischen Norden und einen antikommunistischen Süden geteilt, was zunächst als ein Provisorium gedacht war. Im Kontext des Kalten Krieges drohte der Konflikt jedoch bald zu eskalieren, zumal im Süden zunehmend kommunistische Aufstände stattfanden, sodass die US-Regierung es ab 1960 für notwendig ansah, den Süden militärisch zu „beraten“. Zunehmend fand im Norden die Mobilmachung der Streitkräfte statt sowie einzelne Angriffe und Anschläge in Saigon, die sich vor allem gegen US-Amerikaner richteten. Der Norden wurde von der Sowjetunion und der Volksrepublik China beratend unterstützt. Darunter fielen im weiteren Verlauf des Konfliktes auch zahlreiche Lieferungen von Waffen.
Es gab für Johnson keinen Zweifel darüber, dass eine harte Grundhaltung gegenüber dem kommunistischen Norden des Landes notwendig sei. Johnson wollte verhindern, dass „Vietnam den gleichen Weg nimmt wie China“, also vollständig unter kommunistische Führung geraten würde. Darüber hinaus warnte die US-Regierung seit den 1950er Jahren vor der sogenannten Domino-Theorie, die besagte, dass, wenn ein Land in Südostasien dem Kommunismus „zum Opfer falle“, auch weitere kommunistisch werden würden. Deshalb müssten die USA unbedingt verhindern, dass Vietnam unter kommunistische Führung geriete.
Durch den Tonkin-Zwischenfall am 2. und 4. August 1964, einem im Wesentlichen von US-Seite fingierten Angriff nordvietnamesischer Streitkräfte auf ein amerikanisches Kriegsschiff, und die anschließende Tonkin-Resolution beider Häuser des Kongresses erhielt der Präsident die förmliche Ermächtigung, Truppen zu entsenden. Es gab jedoch auch innerhalb der Regierung Zweifel, ob es den Tonkin-Zwischenfall überhaupt oder in dem angegebenen Maße gegeben habe. Selbst Präsident Johnson gab später zu verstehen, dass er nicht ausschließen könne, dass es gar nicht zu dem Vorfall gekommen sei oder die Ereignisse einen anderen Ablauf als zunächst berichtet genommen haben könnten. Im Jahr 2005 wurden Unterlagen veröffentlicht, die tatsächlich bestätigen, dass der zweite Angriff nicht stattfand. Dabei wurden unter anderem Berichte der Schiffsbesatzung im US-Verteidigungsministerium umgedeutet, bevor sie Johnson vorgelegt wurden. Nach der zweiten Meldung von einem Angriff am 4. August 1964 gab Johnson die Genehmigung, auf den Zwischenfall militärisch zu antworten, nachdem er ein militärisches Eingreifen noch bei dem ersten Zwischenfall am 2. August abgelehnt hatte. Dabei wurden zunächst im Rahmen einer begrenzten Operation nordvietnamesische Öllager von amerikanischen Kampfjets bombardiert.
Als kommunistische Kräfte amerikanische Militärstützpunkte vermehrt angriffen, hielt es die US-Regierung für mehr und mehr erforderlich, durch Bombardierungen des Nordens den Gegner zu attackieren. So begann ab März 1965 die Operation Rolling Thunder, die zunächst eine Bombardierung des Ho-Chi-Minh-Pfads vorsah, sich dann aber in einer immer stärker ausweitenden Luftoffensive auch innerhalb Südvietnams fortsetzte. Man verstand vor allem die heftigen Luftangriffe als ein Druckmittel, um den Norden zum Einlenken zu bewegen. Am 8. März 1965 landeten auf Drängen von General William Westmoreland, dem Oberkommandierenden in Vietnam, die ersten Kampftruppen in Đà Nẵng. Deren Aufgabe war zunächst, die Basen der Luftwaffe zu schützen und in einem gewissen Radius um ihren Stützpunkt zu operieren. Westmoreland warnte den Präsidenten im Juni 1965, dass ohne eine Verdoppelung der Truppenstärke und mehr Kriegsmaterial die USA den Krieg verlieren würden. Johnson gab für einen derartigen Schritt seine Zustimmung, da alle Untersuchungen zu dem Ergebnis gelangt waren, dass die Südvietnamesen keineswegs in der Lage gewesen wären, den Krieg alleine zu führen. Bevor der Präsident entschied, in Vietnam auch mit Bodentruppen in den Kampf gegen die Kommunisten zu ziehen, ordnete er an, dass alle zivilen Bürger der Vereinigten Staaten in Vietnam, vor allem Frauen und Kinder, das Land verlassen sollten. Johnson befürchtete kommunistische Anschläge auf US-Einrichtungen in Südvietnam, wie es in der Vergangenheit bereits mehrfach geschehen war.
Am Ende des Jahres waren bereits 184.000 US-Soldaten in Südostasien stationiert. Als die militärische Lage wider Erwarten keine günstige Entwicklung nahm, weigerte sich Johnson einerseits, von dem Engagement abzurücken, andererseits verwahrte er sich gegen die Vorschläge der Generäle, durch eine immer intensivere Bombardierung Nordvietnams den Sieg zu erzwingen. Er behielt sich und Verteidigungsminister Robert McNamara in dieser Phase die persönliche Entscheidung über alle Bombardierungsziele vor. Der Präsident ordnete im Laufe des Krieges mehrfach an, die Bombardierungen über Vietnam einzustellen. Dies würde, so hoffte er, die kommunistische Führung zu Friedensgesprächen bewegen. Johnson verkündete mehrfach, dass er für eine dauerhafte Einstellung der Bombardierungen und für das Stattfinden von Friedensgesprächen erwarte, dass auch der Feind seine Kampfhandlungen einstelle. Johnsons Angebote wurden von der Führung in Hanoi bis 1968 vehement zurückgewiesen. Dialoge könnten nur mit einer definitiven Einstellung aller amerikanischer Kriegshandlungen und dem vollständigen Abzug der US-Truppen erfolgen. Einer Reduzierung der kommunistischen Kampfhandlungen stimmte Hanoi nicht zu. So gingen die Flächenbombardements und die großflächige Entlaubung von Wäldern und landwirtschaftlichen Flächen mit dem Herbizid und Gift Agent Orange weiter.
Entgegen den Vorschlägen einiger Militärs verweigerte Johnson jegliche Zustimmung für den Einsatz von Atomwaffen, da er keinesfalls einen Atomkrieg mit der Sowjetunion oder China heraufbeschwören wollte. Im Laufe des Krieges schwand das Verständnis der amerikanischen Bevölkerung für das militärische Engagement, was der gesamten Regierung einen erheblichen Vertrauensverlust einbrachte. Der Krieg polarisierte nicht nur die Gesellschaft, sondern auch zunehmend die politischen Parteien. Ebenso war der Krieg besonders durch die Medien in den USA permanent präsent, mehr als in früheren Kriegen. Von den Kriegsgegnern wurde die Frage gestellt, warum die US-Streitkräfte überhaupt in einen Konflikt zwischen dem kommunistischen Nordvietnam und dem mit den USA verbündeten Südvietnam verwickelt sein sollten. Johnson, und mit ihm große Teile der Regierung sowie die Befürworter des Krieges, rechtfertigte den Einsatz mit dem Eindämmen des Kommunismus (Containment-Politik), einem Grundsatz, der bereits ab 1945 nach dem Zweiten Weltkrieg unter Harry S. Truman verbreitet und geprägt worden war. Diese Politik wurde auch von Trumans Nachfolgern Dwight D. Eisenhower und John F. Kennedy rege betrieben und setzte sich in der Regierung unter Johnson sowie auch unter dessen Nachfolger fort. Laut der Containment-Politik würde man die eigenen Prinzipien missachten und Schwäche zeigen, wenn man den Kommunisten das Feld überließe. Bereits Eisenhower hatte in den 1950er Jahren Militärberater nach Vietnam entsandt. Unter Kennedy wurde dieses Engagement, Südvietnam vor den Kommunisten zu schützen, entscheidend intensiviert.

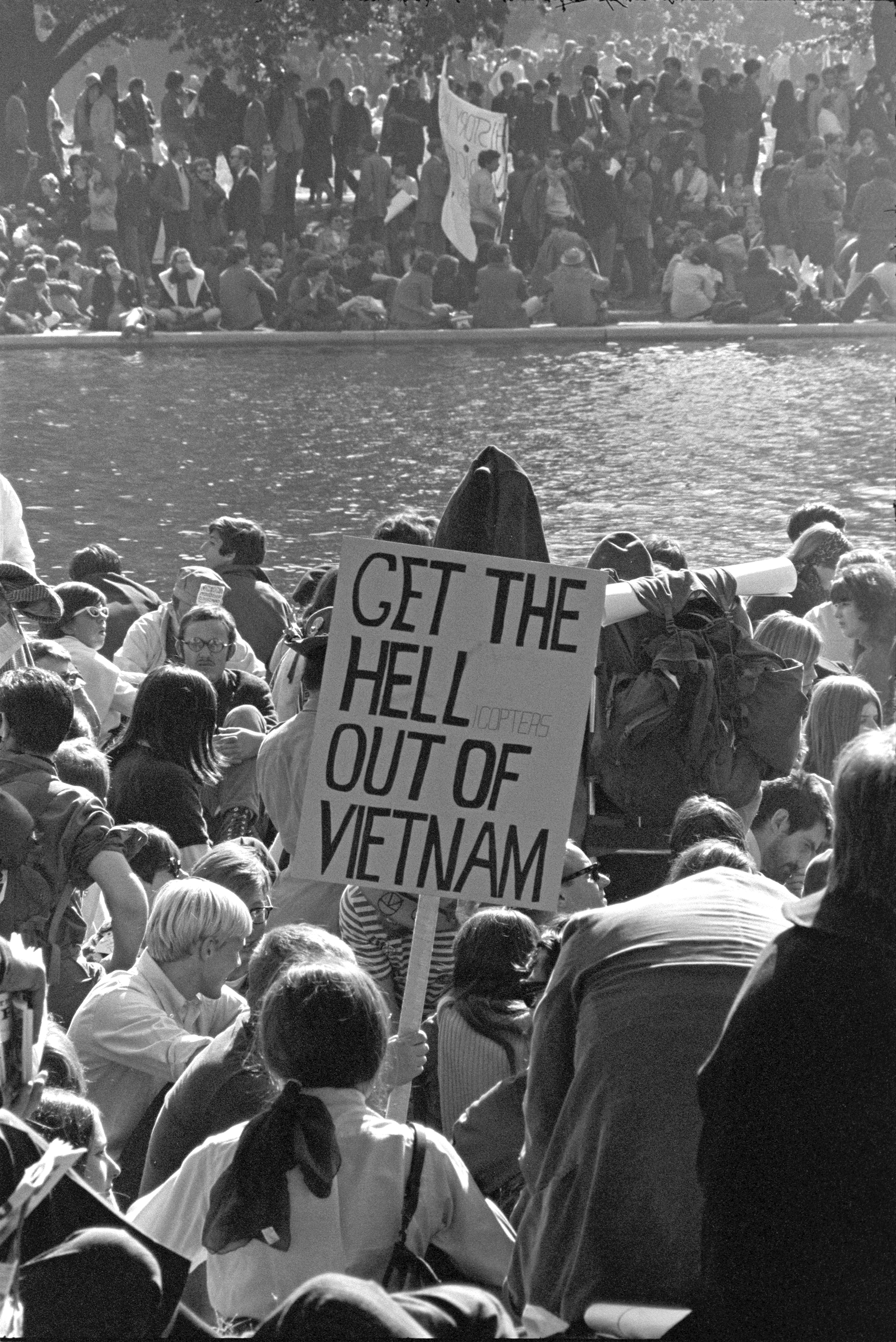
Mit zunehmender Dauer des Vietnamkrieges kam es in den USA mehr und mehr zu Demonstrationen gegen das militärische Engagement wie hier in Washington im Oktober 1967

Ab 1967 kam es in den gesamten USA (teilweise auch in Europa) zu vor allem linksgerichteten Ausschreitungen gegen den Vietnamkrieg. Die Kriegsgegner skandierten auf Demonstrationen den Slogan: „Hey, hey, LBJ, how many kids did you kill today?“ (Hey, hey, LBJ, wie viele Kinder hast du heute umgebracht?) Erschwerend kam hinzu, dass der Vietnamkrieg in vielerlei Hinsicht ein Misserfolg der USA war, wenngleich diese militärisch deutlich überlegen waren. Auch wenn die Verluste der amerikanischen Streitkräfte weitaus geringer waren als jene der Nordvietnamesen, vermochten sie trotzdem keinen Sieg im Bodenkrieg herbeizuführen, was insbesondere mit folgenden Hauptfaktoren begründet wird: Die Nordvietnamesen führten den Krieg mit äußerster Vehemenz und kannten zudem das Kampfgebiet meist viel besser als die US-Truppen. Allgemein war es für die amerikanischen Streitkräfte sehr schwer, den Gegner überhaupt ausfindig zu machen, da sich viele kommunistische Kämpfer kaum von der Zivilbevölkerung unterschieden. Aus diesem Umstand heraus richteten sich die Attacken der US-Armee und deren Verbündeter oftmals gegen die Zivilbevölkerung Vietnams, worauf diese nicht selten begannen den Vietcong zu unterstützen. Der Vietcong verlegte seine Infrastruktur meist unter die Erde, was ihm einen weiteren Vorteil verschaffte. Hinzu kam, dass die mit den Vereinigten Staaten verbündeten Truppen von Südvietnam deutlich weniger motiviert waren als die kommunistischen Kämpfer. Oftmals verloren die Südvietnamesen ein von den US-Soldaten erobertes Gebiet schnell wieder, nachdem sie es hätten besetzen sollen. Anfang 1968 waren bereits über 500.000 US-Soldaten in Vietnam stationiert, wobei auch einige Wehrpflichtige eingezogen wurden (die Wehrpflicht in den USA wurde erst ab 1973 abgeschafft). Anfang 1968 verlangte General Westmoreland, weitere 200.000 Soldaten nach Vietnam einzuberufen – ein Ansinnen, das von Johnson abgelehnt wurde. Verteidigungsminister Robert McNamara gab im Januar 1968 seinen Posten ab. Sein Nachfolger wurde Clark M. Clifford, ein langjähriger Weggefährte und Berater Johnsons. Noch im Dezember 1967 ging man von einem Sieg in naher Zukunft aus. „Der Feind ist noch nicht geschlagen, jedoch hat er bereits seinen Herrn im Feld gefunden“, verkündete Johnson bei einem Besuch auf einem Militärstützpunkt. Allerdings wurde auf amerikanischer Seite ein letzter Angriff der kommunistischen Einheiten erwartet.
Dieser begann tatsächlich am 31. Januar 1968: Im Rahmen der gestarteten Tet-Offensive griffen die Nordvietnamesen Saigon und weitere größere Städte an. Die Kämpfe in Saigon waren dabei besonders heftig. Der Glaube an ein baldiges Ende des Krieges und einen Sieg rückte in weite Ferne. Auch wenn die USA militärisch diesen Konflikt klar für sich entschieden (nicht eine Stadt konnte von den Kommunisten gehalten werden), war das Ereignis in psychologischer Hinsicht ein Desaster. Die Nordvietnamesen wollten mit dem Angriff beweisen, dass sie auf jeden Fall diesen Krieg gewinnen wollten, auch wenn sie bei der Tet-Offensive etwa die Hälfte ihrer Truppen verloren. Es gelang ihnen sogar, Teile der amerikanischen Botschaft in Saigon einzunehmen und mehrere Stunden lang zu besetzen, ehe US-Einheiten das Gelände zurückeroberten und die Angreifer erschossen. Die Tet-Offensive galt als Wendepunkt im Vietnamkrieg, da sie nicht nur die Vehemenz des Gegners dokumentierte, sondern auch die Tatsache, dass der Krieg für die Vereinigten Staaten nicht in absehbarer Zeit siegreich sein könne, obwohl dies vor der Tet-Offensive von Seiten der US-Regierung und den Generälen in der Öffentlichkeit betont wurde.
Nach anhaltenden Protesten in den USA ließ der Präsident die großflächigen Bombenangriffe auf Nordvietnam einstellen. Dafür verlangte er von Nordvietnam den Beginn von Friedensverhandlungen, die im Mai 1968 begannen. Johnson ernannte Westmoreland im Frühjahr 1968 zum Oberbefehlshaber der Landstreitkräfte, was mitten im Krieg einer Entlassung gleichkam.
Als bei einem Interview unter anderem auch der Vietnamkrieg angesprochen wurde, gab Johnson folgende Stellungnahme zu seinem Handeln als Präsident:

“I knew from the start that I was bound to be crucified either way I moved. If I left the woman I really loved — the Great Society — in order to get involved in that bitch of a war on the other side of the world, then I would lose everything at home. All my programs. … But if I left that war and let the Communists take over South Vietnam, then I would be seen as a coward and my nation would be seen as an appeaser and we would both find it impossible to accomplish anything for anybody anywhere on the entire globe.”

„Ich wusste von Anfang an, dass man mich kreuzigen würde, egal welchen Weg ich einschlagen würde. Wenn ich die Frau, die ich wirklich liebe – die Great Society [Bürgerrechts- und Sozialprogramme] –, verlassen würde, um mich auf diese Kriegshure auf der anderen Seite der Welt einzulassen, dann würde ich zu Hause alles verlieren. All meine Programme. … Hätte ich aber den Krieg beendet und die Kommunisten Südvietnam übernehmen lassen, dann würde ich als ein Feigling dastehen, und meine Nation als Abwiegler und wir beide fänden es unmöglich, irgendetwas für irgendwen, irgendwo auf der ganzen Welt zu erreichen.“

### Ende der Präsidentschaft

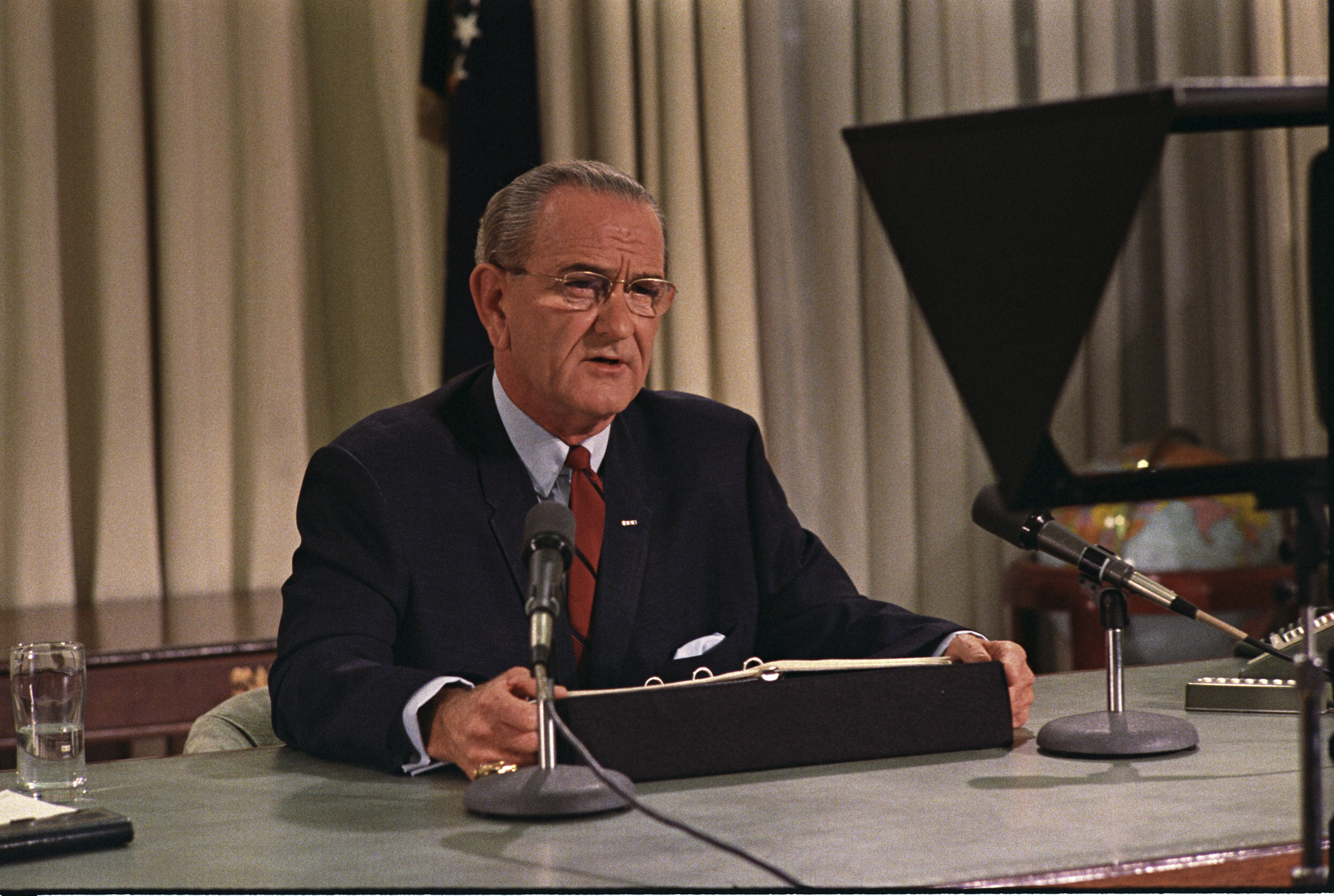
Johnson bei seiner Fernsehansprache an die Nation am 31. März 1968

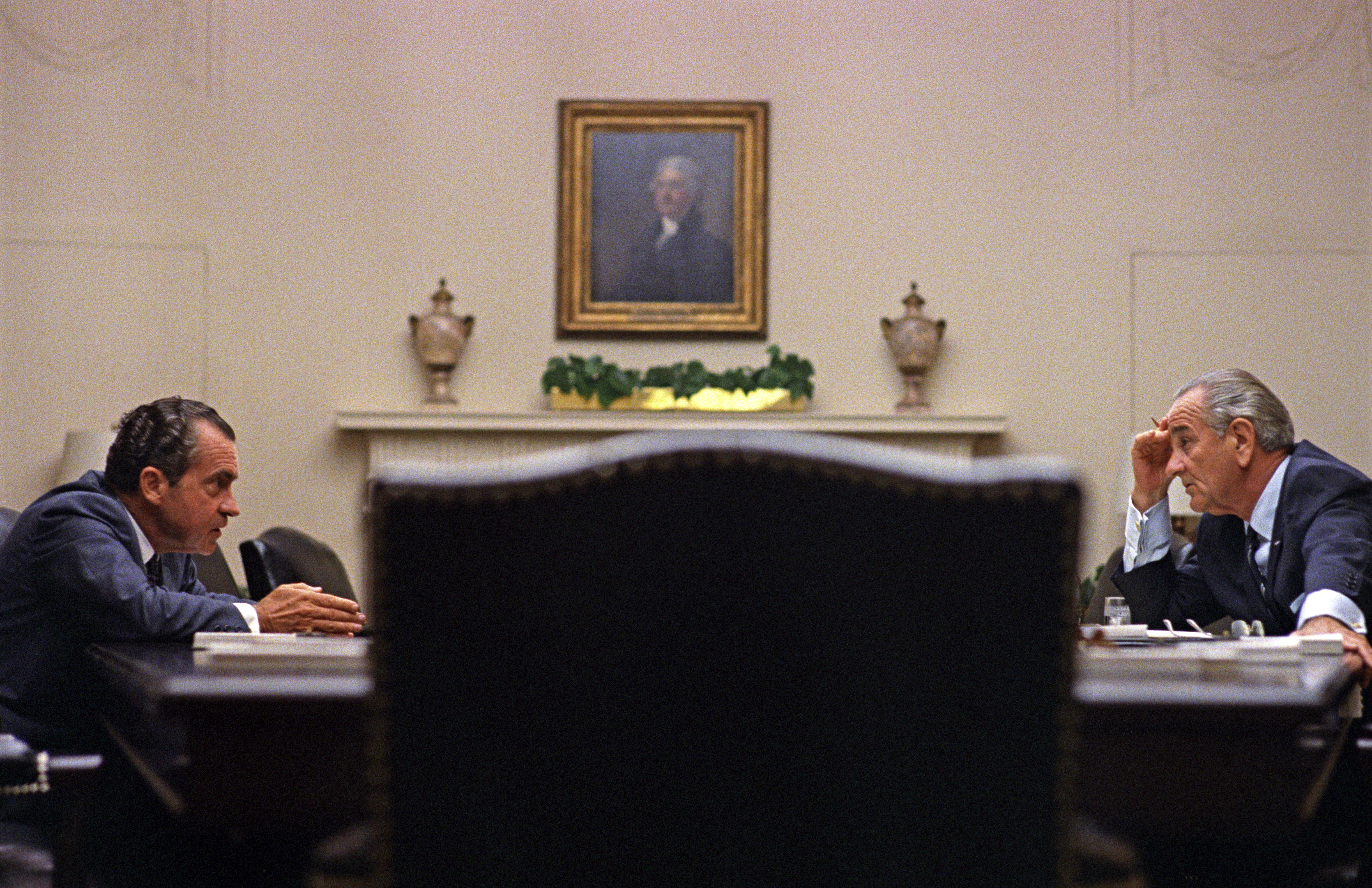
Juli 1968: Präsident Johnson (rechts) bei einem Treffen im Weißen Haus mit dem republikanischen Präsidentschaftskandidaten Richard Nixon

Am 31. März 1968 gab Johnson in einer Fernsehübertragung seinen Verzicht auf eine erneute Kandidatur für die anstehende Präsidentschaftswahl bekannt (die zulässig gewesen wäre, da er weniger als zwei Jahre von Kennedys Amtszeit ausgefüllt hatte). „Ich strebe keine erneute Kandidatur für eine weitere Amtszeit als Präsident an und werde auch keine Nominierung durch meine Partei akzeptieren“, verkündete Johnson. Von dieser Entscheidung waren nicht nur die Medien und Politiker überrascht, sondern auch große Teile der US-Bevölkerung. Johnson wollte nach eigener Aussage die verbleibenden zehn Monate im Amt nutzen, einen Frieden in Vietnam zu schließen oder zumindest bis zum Amtswechsel im Januar 1969 eine solide Grundlage dafür zu schaffen, und sich nicht dem Stress des Wahlkampfes aussetzen. Seiner Auffassung nach, die von zeitgenössischen Medien durchaus geteilt wurde, erschien das Verhandlungsangebot an die kommunistische Führung in Hanoi damit glaubwürdiger, um zu implizieren, der Präsident handele uneigennützig und ohne an seine Chancen auf Wiederwahl zu denken. Nicht öffentlich diskutiert wurde zu jenem Zeitpunkt, dass Johnsons Absage für die Wahl 1968 mit seinem eher schlechten Gesundheitszustand zu begründen sein könnte. Er hatte bereits 1955 einen schweren Herzinfarkt erlitten und sich aufgrund von Nierensteinbildungen im Laufe seiner Präsidentschaft (1965 und 1966) zwei Operationen unterziehen müssen. Johnson schrieb in seinen Memoiren später, dass er bereits lange vor 1968 geplant habe, im Januar 1969 das Weiße Haus zu verlassen.
Im Vorwahlkampf gaben die Senatoren Eugene McCarthy und Robert F. Kennedy ihre Kandidaturen bekannt, ebenso verkündete der amtierende Vizepräsident Hubert H. Humphrey sein Einsteigen ins Rennen. Humphrey konnte sich – nach der Ermordung Robert F. Kennedys im Juni 1968 – auch schließlich im August auf dem Nominierungsparteitag in Chicago als demokratischer Präsidentschaftskandidat durchsetzen. Trotz seines Ende März angekündigten Rückzugs hatte Johnson angesichts der Unruhen des chaotisch laufenden Parteitages der Demokraten, bei denen sich draußen Anti-Kriegsdemonstranten und die Polizei Straßenschlachten geliefert hatten und drinnen die Bruchlinien innerhalb der Demokratischen Partei nicht mehr zu übersehen waren, für einen kurzen Augenblick geplant, persönlich nach Chicago zu fliegen und wieder in das Rennen um die Nominierung einzusteigen, nachdem ihm der einflussreiche Bürgermeister Chicagos, Richard J. Daley, am Telefon versichert hatte, dass er genug Delegierte zusammen bekommen würde, um Johnsons Sieg zu gewährleisten. Nachdem jedoch der Secret Service Johnson verdeutlicht hatte, dass man in solch einem Falle nicht für seine Sicherheit auf dem Parteikonvent garantieren könne, wurde dieser Plan wieder verworfen. Humphreys Umfragewerte fielen indes nach den turbulenten Ereignissen in Chicago weit hinter die des Herausforderers Richard Nixon zurück.
Ab Sommer 1968 kam es in Paris zu diplomatischen Gesprächen zwischen Regierungsvertretern der USA unter Präsident Johnson sowie nord- und südvietnamesischen Diplomaten. Johnson versuchte damit, den Krieg möglichst schnell zu beenden, da er hatte erkennen müssen, dass der lange Zeit erwartete „große Sieg“ ausblieb. Einerseits war er durch diesen Schritt bestrebt, seinem Ansehen als US-Präsident keinen weiteren Schaden zuzufügen, andererseits wollte er damit auch die Chancen von Humphrey bei der Präsidentschaftswahl im November gegen den Republikaner Nixon vergrößern. Nachdem Johnson im Oktober 1968 verkündet hatte, dass im Rahmen der Friedensgespräche sämtliche Bombenangriffe in Vietnam eingestellt würden, konnte Humphrey in den Wahlumfragen deutlich aufholen (sogenannter October Surprise). Nixon fürchtete auch, dass Johnson in den letzten Wochen seiner Präsidentschaft noch einen diplomatischen Erfolg verzeichnen könne, was ihn möglicherweise den Wahlsieg kosten würde, da auch der Republikaner versprach, den Krieg schnell und ehrenhaft zu beenden. Da ein Abzug der US-Truppen, die den Schutz Südvietnams sicherten, nicht im Interesse der Südvietnamesen war, führten Nixon und seine Mitarbeiter, darunter Henry Kissinger, geheime Gespräche mit den Südvietnamesen unter Präsident Nguyễn Văn Thiệu über eine Sabotage der Gespräche in der französischen Hauptstadt. Nixon versprach den Südvietnamesen eine bessere Konfliktlösung, wenn sie die Verhandlungen der Johnson-Regierung hinauszögern und warteten, bis Nixon Präsident sei. Nachdem Südvietnam Anfang November 1968 trotz Johnsons Drängen bekannt gegeben hatte, nicht an den Friedensgesprächen teilzunehmen, konnte Nixon die Wahl am 5. November äußerst knapp gewinnen. Johnson durchschaute jedoch diese Taktik der Verhandlungsmanipulation und beraumte umgehend ein Treffen im Weißen Haus mit dem Republikaner an. Johnson wollte zwar Nixons Machenschaften, die Verhandlungen behindert zu haben, nicht in vollem Umfang publik machen, jedoch drängte er den neu gewählten Präsidenten dazu, den Südvietnamesen sämtliche von Nixon gemachten Versprechungen zurückzunehmen. Nach seiner Amtsübernahme beschloss Nixon zwar einen etappenweisen Abzug der US-Armee aus Vietnam, weitete jedoch gleichzeitig den Krieg auf Kambodscha und Laos noch weiter aus, ehe er 1973 einen Frieden schloss, als weitere 20.000 Amerikaner gefallen waren (im gesamten Krieg kamen 58.000 US-Soldaten ums Leben).

## Spätere Jahre und Tod (1969–1973)

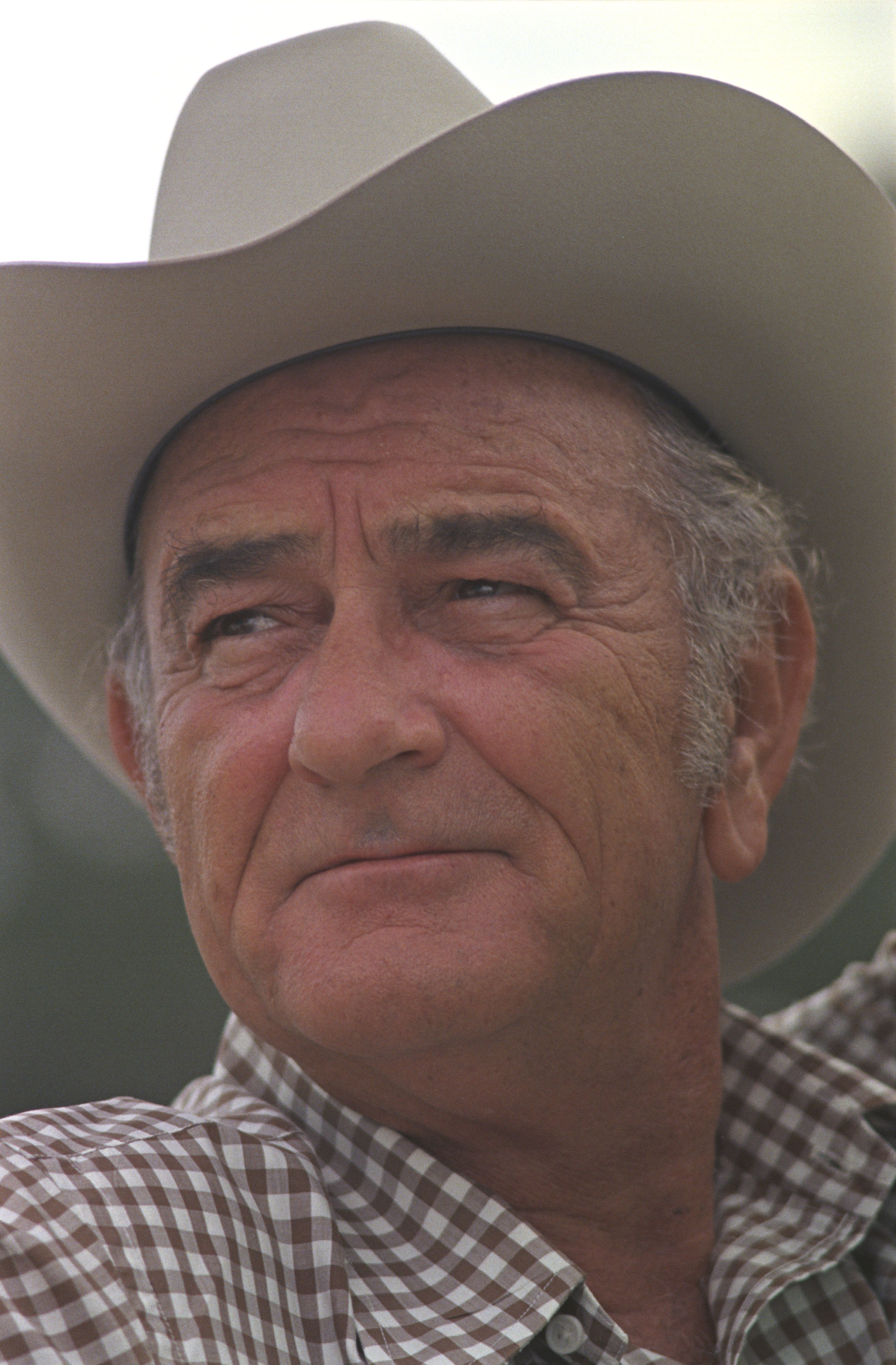
Johnson im September 1972

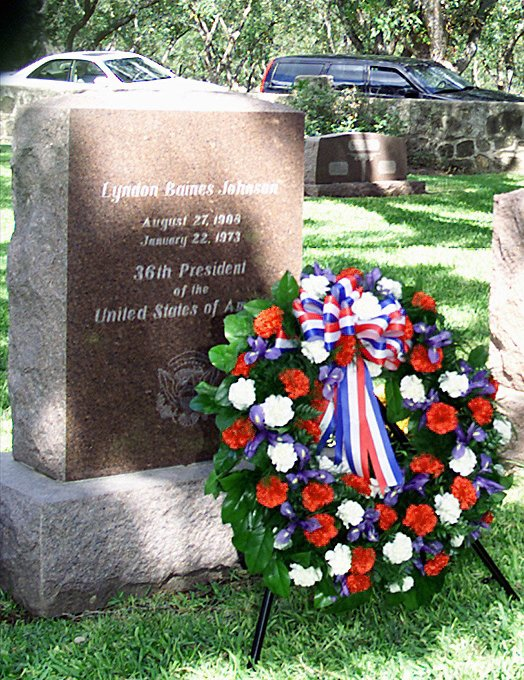
Johnsons Grab

Als am 20. Januar 1969 Johnsons Amtszeit als Präsident endete, wurde er noch am selben Tag mit der Air Force One, damals eine 707, nach Texas geflogen – derselben Maschine, in der er über fünf Jahre zuvor als Präsident vereidigt worden war. Er ließ sich auf seinem texanischen Anwesen, der LBJ Ranch nahe seinem Geburtsort Stonewall, nieder, auf der er sich auch während seiner Präsidentschaft regelmäßig aufgehalten hatte. Die Ranch ist heute ein Museum und National Historic Park. Johnson schrieb in der folgenden Zeit seine Memoiren, im November 1971 erschien das Buch The Vantage Point (Titel der deutschsprachigen Ausgabe Meine Jahre im Weißen Haus). Das Buch liefert Einblicke in Johnsons Präsidentschaft, wobei er selbst die erlebten Ereignisse seiner Präsidentschaft schildert. Während seines Ruhestandes gab es auch zahlreiche Auftritte, besonders viele an Universitäten und Schulen. Neben dem amerikanischen Engagement in Vietnam thematisierte er bei seinen Reden insbesondere Fragen der Bildungspolitik und der Bürgerrechte, wo er zur Integration von Afroamerikanern und weiteren Maßnahmen gegen Rassismus aufrief. Besonders widmete Johnson sich der Errichtung der Lyndon B. Johnson Präsidentenbibliothek, die im Jahre 1971 eröffnete. Von 1969 bis 1973 gab Johnson mehrere Interviews, die seine Zeit als Präsident betrafen. So führte im September 1969 der bekannte Nachrichtenreporter Walter Cronkite ein langes Interview mit ihm für den Sender CBS.
Im Rahmen der demokratischen Vorwahlen zur Präsidentschaftswahl 1972 sprach sich Johnson zunächst für den Senator Edmund Muskie, der schon vier Jahre zuvor als Running Mate Humphreys angetreten war, aus. Die Nominierung von George McGovern, einem Parteilinken und Kritiker von Johnsons Vietnam-Politik, sah er kritisch. Nach Meinung des Ex-Präsidenten konnten die Demokraten gegen Amtsinhaber Nixon nur erfolgreich sein, wenn sie im politischen Spektrum nicht zu weit nach links rücken würden. Auch McGoverns Pläne, den Abzug aus Vietnam sofort zu vollziehen, hielt Johnson für bedenklich. Im eigentlichen Wahlkampf bekundete er aus Loyalität gegenüber der Demokratischen Partei dennoch seine Unterstützung für McGovern. Eine aktive Rolle nahm der frühere Präsident aber nicht ein.
Im März 1970 wurde Johnson wegen Angina pectoris, einer Vorstufe zum Herzinfarkt, für einige Tage in einem Houstoner Krankenhaus behandelt. Nachdem Johnson bereits im Juli 1955 einen ersten Herzinfarkt erlitten hatte, folgte ein weiterer im April 1972, als er seine ältere Tochter Lynda in Virginia besuchte. Sein Gesundheitszustand hatte sich in den letzten Jahren allgemein verschlechtert. Am 22. Januar 1973 erlitt der 64-Jährige auf seiner Ranch einen dritten Herzanfall. Er rief gegen 15:50 Uhr Ortszeit einen Mitarbeiter des Secret Service an, der umgehend zu Johnsons Schlafzimmer eilte. Als der Mitarbeiter wenige Minuten später eintraf, fand er Johnson auf dem Boden neben seinem Bett liegend. Wenig später wurde Johnson in ein Flugzeug gebracht, das ihn in ein Krankenhaus nach San Antonio bringen sollte. Unterwegs wurde er medizinisch versorgt. Als die Maschine in San Antonio eintraf, bestätigten die Ärzte um 16:39 Uhr Ortszeit, dass Johnson an einem Herzinfarkt gestorben sei. Seine Ehefrau Lady Bird Johnson, die zu jenem Zeitpunkt mit dem Auto unterwegs war, traf wenige Minuten später in San Antonio ein.
Am 25. Januar 1973 wurde er nahe seiner Ranch im Rahmen einer Staatszeremonie beigesetzt. Die Grabrede wurde von Johnsons Außenminister Dean Rusk gehalten, der auch eine lange persönliche Freundschaft zu ihm unterhalten hatte. Neben zahlreichen weiteren Gästen erschien auch der amtierende Präsident Richard Nixon. Nach Johnsons Tod war bis zum Rücktritt Nixons 1974 kein ehemaliger Präsident mehr am Leben. Das Grab Johnsons befindet sich nicht weit von seinem Geburtshaus entfernt auf dem Gelände seiner Ranch.
Wenige Tage nach Johnsons Tod, am 27. Januar 1973, wurde in Paris ein Vertrag unterzeichnet, der die direkte Verwicklung der USA in den Konflikt in Vietnam beendete. Bereits einen Tag nach Johnsons Ableben kündigte Präsident Nixon in einer Fernsehansprache das Friedensabkommen an und bemerkte in diesem Zusammenhang: „Keiner hätte den Frieden mehr begrüßt als Lyndon Johnson.“

## Persönlichkeit und Führungsstil
Johnson galt unter zeitgenössischen Politikern als diskutierfreudig und besonders im Gesetzgebungsprozess als engagiert und unermüdlich. Oft hatte er beträchtliches Wissen über sein Gegenüber, zum Beispiel Abgeordnete im Kongress, die er für seine Gesetzesinitiativen zu gewinnen versuchte. Seine Diskutierfreude und seine Art, auf andere, meist politische Gegner oder Skeptiker, „einzureden“, wurde zu seiner Zeit im Senat Johnson treatment (deutsch: Johnson-Behandlung) genannt. Bekannt wurde diese jedoch vor allem während seiner Präsidentschaft. Historiker wie der Johnson-Biograf Robert Dallek beschreiben die Johnson-Behandlung häufig als „laut und aggressiv, jedoch auch flehend oder spottend, überredend. Sie kann nur ein paar Minuten oder stundenlang dauern“. Häufig versuchte er auch, seine Kontrahenten durch seine Körpergröße von 193 cm einzuschüchtern. Auch üble Beschimpfungen gegen Personen und Staaten seinerseits sind dokumentiert.

## Nachwirkung

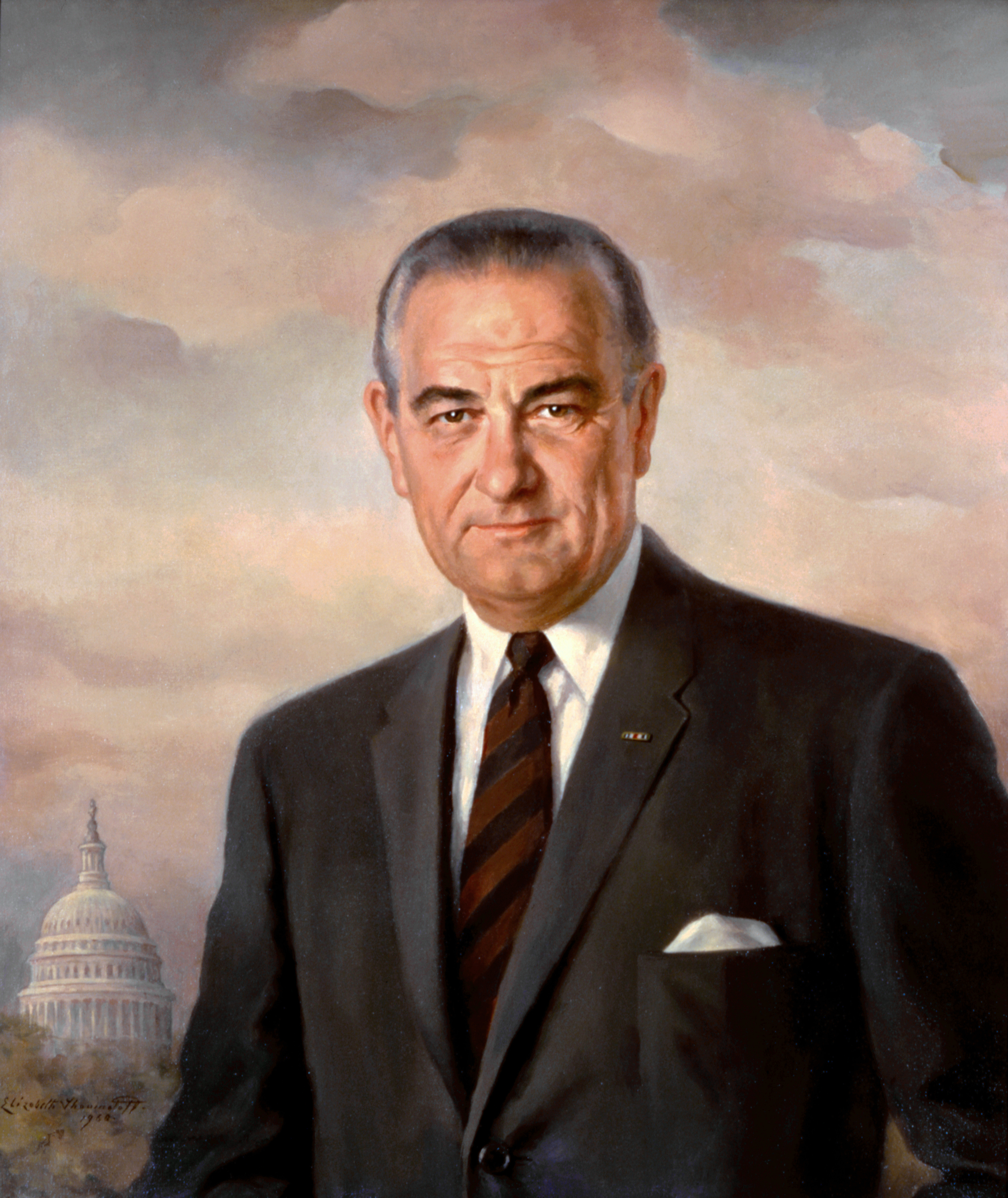
Johnsons offizielles Porträt im Weißen Haus

Im Mai 1971 wurde in Austin das Lyndon Baines Johnson Library & Museum eröffnet, eine Präsidentenbibliothek, die von der National Archives and Records Administration verwaltet wird. Die Bibliothek verfügt über mehr als 45 Millionen Seiten von historischen Dokumenten, rund 650.000 Fotos sowie Filmmaterial über Lyndon B. Johnson, seine Familie und seine Mitarbeiter. Das Museum zeigt in der Ausstellung Amerika: 1908–1973 Fotografien, Briefe, Musik und weiteres Medienmaterial über Johnson.
1980 verlieh Präsident Jimmy Carter Johnson posthum die Presidential Medal of Freedom, die höchste zivile Auszeichnung in den USA. Johnson war außerdem 1964 und 1967 Person of the Year im Time Magazine.
Den Namen des Präsidenten führen das Lyndon B. Johnson Space Center der NASA (seit 1973) und Lake Lyndon B. Johnson (seit 1965) sowie die Lyndon B. Johnson School of Public Affairs (seit 1970). Im April 2012 gab der Staatssekretär der Marine im US-Verteidigungsministerium Ray Mabus bekannt, dass der nächste Zerstörer der Zumwalt-Klasse Lyndon B. Johnson heißen wird.
Der US-Historiker Robert Dallek urteilte 2004 in seiner Biographie über Johnson:

„Die Nachwelt wird Lyndon Johnson wegen seines sozialen Engagements dankbar sein. Ich denke der Vietnamkrieg wird in Zukunft verblassen, und man wird Johnson als den effizienten Präsidenten anerkennen, der er war. Er wollte unbedingt der größte Präsident sein, den das Land je hatte. Wenn nicht großen, dann würde ich Johnson als doch annähernd großen Präsidenten bezeichnen, denn es gibt keinen Präsidenten, außer vielleicht Franklin D. Roosevelt, der innenpolitisch mehr geleistet hat als Lyndon B. Johnson.“

Bei den parteiinternen Vorwahlen der Demokraten 2008 erklärte Hillary Clinton: „Der Traum von Doktor King begann sich zu erfüllen, als Präsident Lyndon Johnson 1964 ein Gesetz zu Bürgerrechten erlassen hat. (…) Um das zu erreichen, brauchte es einen Präsidenten.“ Einige Afroamerikaner sahen dadurch Martin Luther King und Clintons Kontrahenten Barack Obama herabgesetzt.
Unter der Regie von Rob Reiner entstand 2016 die Filmbiographie LBJ. Die Rolle von Johnson spielte Woody Harrelson; der Film handelt vorwiegend von Johnsons Aufstieg zum Vizepräsidenten und der Amtsübernahme nach der Ermordung von John F. Kennedy. Im selben Jahr entstand auch der von HBO produzierte Fernsehfilm Der lange Weg (OT: All the Way) mit Bryan Cranston in der Hauptrolle, der sich wiederum mit dem ersten Jahr von Johnsons Präsidentschaft bis zum Wahlsieg 1964 auseinandersetzt.
Seit mehr als 40 Jahren arbeitet Robert A. Caro (* 1935) an einer umfassenden Biografie über Johnson. Vier Bände sind bereits erschienen, ein fünfter, der sich insbesondere dem Vietnamkrieg widmen soll, ist in Planung. Für den zweiten Band – Master of the Senate – erhielt Caro 2002 den National Book Award der Kategorie Sachbuch und 2003 seinen zweiten Pulitzer-Preis.

## Publikationen
- The Vantage point. Perspectives of the Presidency 1963–1969. Holt, Rinehart & Winston, New York u. a. 1971, ISBN 0-03-084492-4.
  - deutsch: Meine Jahre im Weißen Haus. Präger, München 1971, ISBN 3-7796-8020-3.